# Saab 39 Gripen

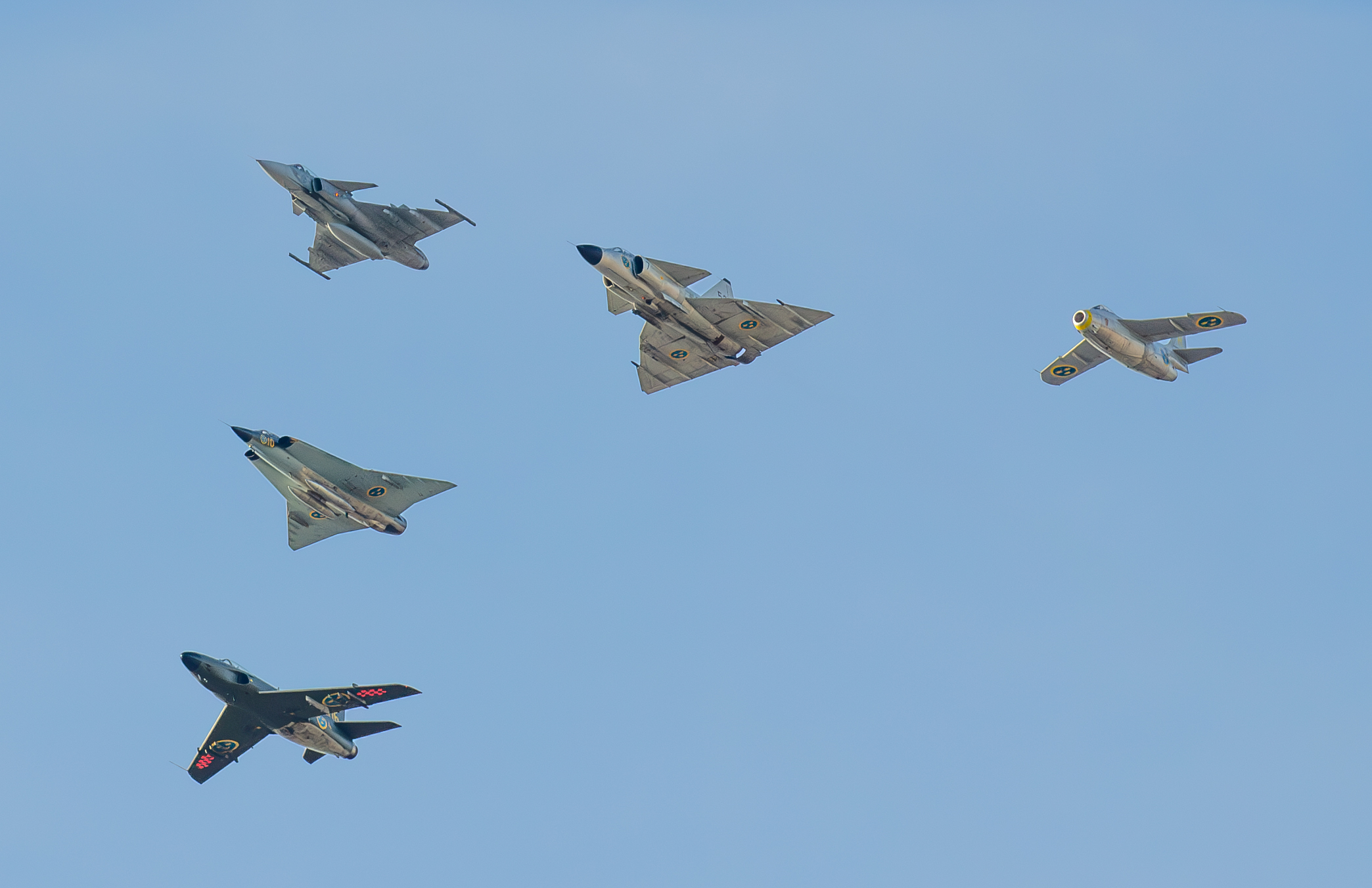
Gripen tillsammans med sina föregångare Tunnan, Lansen, Draken och Viggen under flyguppvisningen över centrala Stockholm vid firandet av kung Carl XVI Gustafs 50 år på tronen 2023.

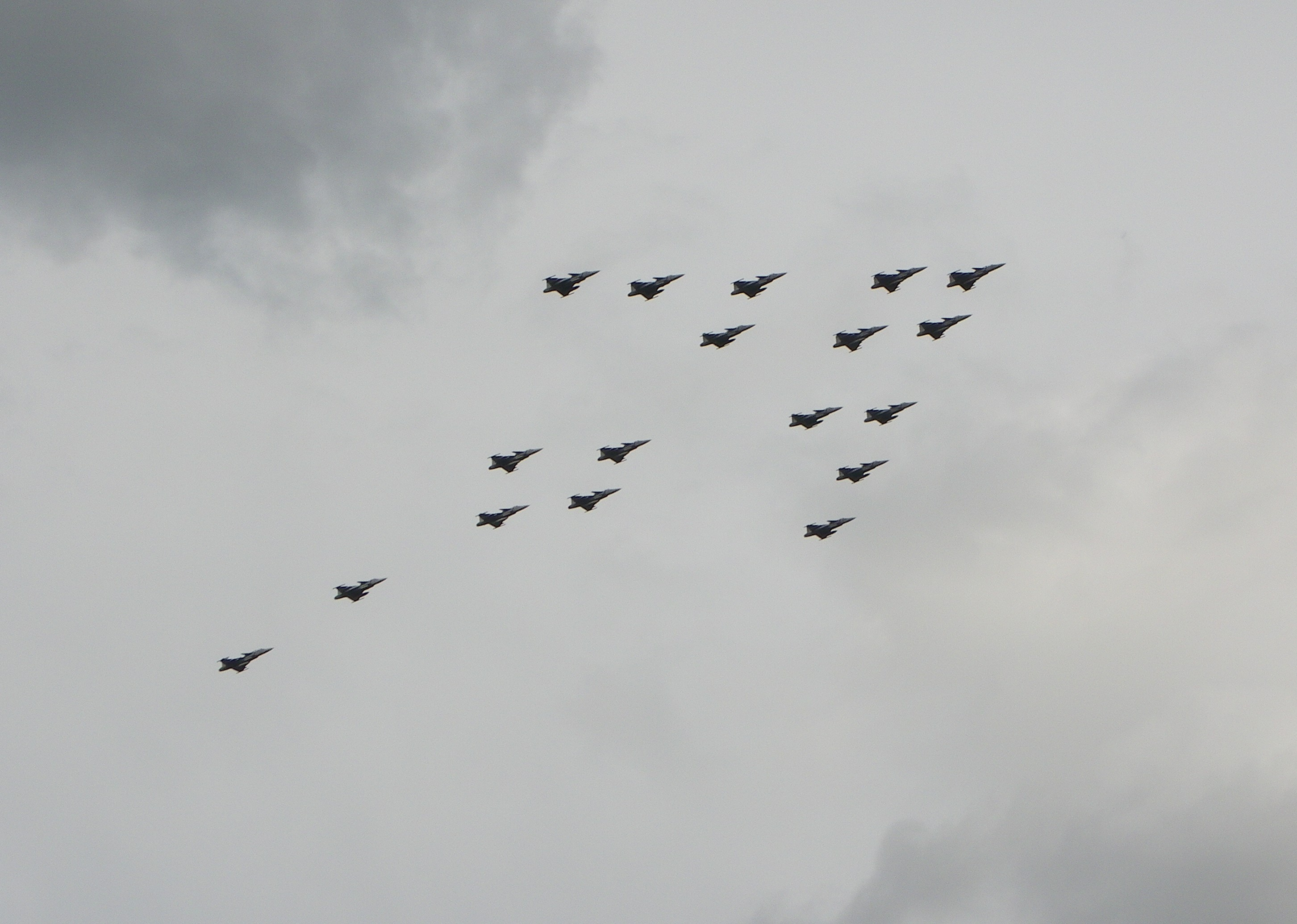
18 Saab 39 Gripen från Svenska flygvapnet över Stockholm 2010.

Saab 39 Gripen, i svenska flygvapnet betecknat JAS 39, är ett enhetsflygplan som tillverkas av Saab AB. Beslutet om ett nytt flygplanssystem fattades i riksdagen 1982 av försvarsministern Torsten Gustafsson i samband med försvarsbeslutet 1982. Gripen är ett av de första enhetsflygplan som kan användas för jakt-, attack- och spaningsuppdrag och dessutom växla mellan dem under flygning. Planet avlöste Saab 37 Viggen.

## Namnet
Prefixet JAS står för jakt, attack och spaning, planets tre huvuduppdrag i ordning.
Siffran 39 står för flygplan 39 (fpl 39) och är ett löpnummer som svenska flygvapnet ger till var ny stridsplanstyp oavsett prefix (första löpnumret var för B 16). Föregångare i serien var flygplan 37 Viggen och det skrotade projektet flygplan 38 (B3LA).
Namnet Gripen är resultatet av en offentlig namntävling i början av 1980-talet. Grip är ett fabeldjur som är hälften örn och hälften lejon.

## Politisk bakgrund
I mitten av 1970-talet väcktes idén och frågan om ett flygplanssystem som var tänkt att från början av 1990-talet ersätta Viggen-systemet. Två alternativ övervägdes: A 20 Viggen och B3LA. Flygplanssystemet A 20 förordades i 1974 års försvarsutredning och skulle vara en vidareutveckling av JA 37 Viggen. Och B3LA skulle utvecklas som ett flygplanssystem ämnat som attackflygplan och skolflygplan. Anledningen var att överbefälhavaren Stig Synnergren ansåg att attackförmågan behövde förbättras.
Inför 1978 års försvarskommitté angav ÖB tre förslag på ytterligare ett nytt flygplan, ett svenskt JAS och amerikanska F-16 eller F-18. Försvarskommittén delade ÖB:s åsikt om ett enhetsflygplan, ”det skall, liksom sina föregångare, ha en klar defensiv inriktning. Det skall kunna ingå i ett allsidigt sammansatt folkförsvar, grundat på den allmänna värnplikten, kunna ges service även av värnpliktig personal och även vara anpassat till vårt bassystem”. Försvarskommittén tog dock ingen ställning till vilket flygplan som skulle förordas, utan menade att det behövdes ytterligare underlag för ett beslut.
I oktober 1978 konstaterade ÖB Lennart Ljung att varken A 20 eller B3LA skulle rymmas inom de ekonomiska ramarna tillsammans med JAS, F-16 eller F-18. År 1979 tillsatte regeringen en Militär flygindustrikommitté (MFK-79) och i dess betänkande framgick det bland annat att dåtidens militära flygindustri sysselsatte 12 000 anställda. Kommittén lade fram tre alternativ, men precis som 1978 års försvarskommitté tog inte heller Militär flygindustrikommittén någon ställning till något av de alternativ som lades fram.
- Alternativ 1 innebar utveckling av svenskt JAS-flygplan, vilket på kort sikt inte skulle ge någon påverkan på den svenska militära flygindustrin.
- Alternativ 2 innebar inköp av rättigheterna att licenstillverka ett utländskt JAS-flygplan i Sverige.
- Alternativ 3 innebar att färdigbyggda utländska JAS-flygplan skulle köpas in.

Påverkan vid val av alternativ 2 eller 3 skulle enligt kommittén innebära att den svenska militära flygindustrin skulle begränsas, samt även innebära en halvering av de 12 000 anställda.
Efter ett riksdagsbeslut våren 1979 kom de två flygplanen A 20 och B3LA att avbeställas. I januari 1980 presenterade Chefen för flygvapnet Dick Stenberg, flygplanet Sk 2. Vilket även gick under arbetsnamnet "Åslingen", efter industriministern Nils G. Åsling. Flygplanet Sk 2 var en förenklad och förminskad version av B3LA.
Samma år, 1980, lämnade Saab ett förslag på ett svenskt enhetsflygplan (ett svenskt JAS), direkt till dåvarande försvarsminister Eric Krönmark (m), i syfte att utländska alternativ skulle kunna jämföras med ett svenskt. Dock anser kritiker att jämförelsen var partisk. Dåvarande ÖB ställde sig positiv till förslaget och gick därmed emot flygvapenchefen.
I en skrivelse som ÖB lade fram i oktober 1981 till Regeringen Fälldin, förordade ÖB ett svenskt JAS, dock så konstaterade ÖB samtidigt att de amerikanska F-16 och F-18 skulle ge den bästa operativa effekten. Bakgrunden till ÖB:s förordande var att han befarade möjliga planerings- och betalningsproblem vid val av ett utländskt flygsystem. Chefen för armén Nils Sköld reserverade sig dock mot ÖB:s skrivelse. FMV hade tidigare tagit in offerter och kommit fram till att inköp av F-16 var det ekonomiskt bästa alternativet upp till 100 flygplan, licenstillverkning av F-18 det bästa upp till 200 flygplan och inhemsk tillverkning (Gripen) var det bästa alternativet vid beställning över 300 plan. FMV förbjöds efter detta av regeringen att arbeta vidare med offerter från utländska tillverkare.
Inför försvarsbeslutet 1982 tog regeringen ställning i sin proposition 1981/82:102 till ett svenskt JAS, med en beställning på 30 flygplan och en option på 110 flygplan. Den 4 juni 1982 godkände riksdagen propositionen med röstsiffrorna 176 ja och 167 nej. De 167 rösterna mot JAS bestod av en reservation från socialdemokraterna, som tidigare hade krävt uppskov och bättre beslutsunderlag i frågan.
Hösten 1982 avgick den borgerliga koalitionsregering Regeringen Fälldin III och följdes av den socialdemokratiska Regeringen Palme II. På grund av sin reservation i beslutet 1982, lät den nya regeringen göra en helt ny en granskning av beslutsunderlaget. Resultatet av granskningen redovisades sedan i proposition 1982/83:119, där ett svenskt JAS förordades. Men för att Socialdemokraterna skulle säga ja till JAS skulle sju villkor uppfyllas. Fyra av dessa sju villkor var så kallade tunga villkor och innebar:
- Inga löften fick ges om framtida anslagsökningar.
- Kostnadsram intill sekelskiftet 25,9 miljarder, det vill säga fast pris.
- Eventuella fördyringar betalas inom flygvapnets ekonomiska ram.
- Industrin skulle underrättas om att det inte blir något mer flygplansprojekt efter JAS.

Den 29 april 1983 togs det slutgiltiga riksdagsbeslutet om utveckling av JAS med röstsiffrorna 270 ja och 29 nej. I samband med försvarsbeslutet 1992 i maj 1992 beslutades det om en beställning på 110 flygplan som fanns sedan tidigare som option. Beställningen omfattade delserie 2; av de 110 flygplan inkluderades 14 stycken tvåsitsiga flygplan.
I etapp två av försvarsbeslutet 1996 kom Riksdagen i december 1996 att besluta om en beställning av delserie 3, vilken sedan bekräftades av regeringen i juni 1997. Delserie 3 bestod av 64 flygplan samt 14 tvåsitsiga flygplan. Fast riksdagen beslutade om en delserie 3 kom antalet JAS-divisioner med försvarsbeslutet att reduceras från det ursprungliga 12 till 8 stycken. Dock påverkade inte försvarsbeslutet anskaffningstakten av flygplan i delserie 3. Med detta kom JAS-systemet att under en tioårsperiod stå för cirka 50 procent av den planerade materielanskaffningen.
Totalt hade 204 flygplan beställts av Sverige genom tre olika försvarsbeslut. I försvarsbeslutet 2004 kom dock riksdagen att besluta om att endast 140 flygplan behövs, där hälften av flygplanen skulle vara av de första versionerna A/B. I maj 2006 förordade dåvarande ÖB Håkan Syrén att Försvarsmakten endast behövde 100 flygplan av C/D-versionen av de totalt 204 beställda. De övertaliga flygplanen skulle göras tillgängliga för försäljning och 2005 ingicks ett leasingavtal med Tjeckien om 14 C/D-versioner. År 2006 ingicks ett leasingavtal på 14 C/D-versioner med Ungern. Båda dessa avtal löpte på en tioårsperiod. Thailand kom 2007 och 2009 att köpa totalt 12 flygplan ur svenska flygvapnet. Den 19 mars 2015 levererades den sista individen av totalt 204 flygplan till svenska flygvapnet. Den första exportaffären som Saab gjorde var med Sydafrika som 1999 beställde 28 stycken nytillverkade flygplan i C/D-versionen.
Under 2014 beslutade Sverige att köpa 60 flygplan av den vidareutvecklade JAS 39E Gripen, vilken skulle utvecklas och köpas tillsammans med Schweiz. Efter att det schweiziska folket sade nej till att köpa ett nytt stridsflygplan stod Sverige som ensam köpare. Brasilien fattade i december 2014 beslut om köp av 28 Gripen E, och åtta av den tvåsitsiga versionen Gripen F. Den förväntade affären med Brasilien förväntas bli den andra exportaffären för Saab.

## Konstruktion
Under konstruktionsarbetet studerades en mängd olika koncept med olika vingkonfigurationer. Man valde en instabil konfiguration av deltavinge med rörlig nosvinge istället för traditionella stabiliseringsplan i akterpartiet bakom huvudvingen. Kombinationen av deltavinge och rörlig nosvinge ger höga momentana svängprestanda och lågt luftmotstånd, vilket leder till högre hastighet, längre räckvidd och större last.

### Instabilitet
Fördelen med rörlig nosvinge i stället för en traditionellt akterplacerad stabilisator är att nosvingen ger ett positivt lyftkrafttillskott i alla farter, jämfört med den stjärtplacerade stabilisatorn som i höga farter ger ett negativt lyftkrafttillskott som i sin tur måste kompenseras med ökad lyftkraft på huvudvingen vilket leder till ökat inducerat luftmotstånd. Genom att låta Gripen vara aerodynamiskt instabil kunde man frigöra sig från flera av de begränsningar som flygmekaniken vanligtvis sätter och bland annat placera motorn längre bak i kroppen vilket ger en gynnsammare areafördelning och lägre luftmotstånd. Det datoriserade fly-by-wire-styrsystemet gör att planet uppfattas som stabilt av piloten. Vid nödlägen kan man låta den rörliga nosvingen röra sig fritt med fartvinden, varpå lyftbidraget från dem försvinner, aerodynamiska centrum flyttas bakåt och planet blir stabilt.[källa behövs]

### Radar
Gripen använder PS-05/A X-band pulsdopplerradarn som utvecklats av Ericsson och Marconi Electronic Systems.

### Radarvarnare och motmedel
Gripen använder radarvarnare och störsändare utvecklad av SAAB. Gripen har även motmedelsfällare som kan fälla remsor för att störa radarmålsökare och facklor för att störa infraröda målsökare.

### Datorer
I motsats till föregångaren JA 37 Viggen som använde enskilda datorer för sina sex avioniksystem (flyglägesdata, tröghetsnavigering, presentation, styrsystem, radar och centraldator) och respektive programvara skriven direkt i assembler, så valde man i Gripen ett mer integrerat system SDS 80. Kärnan i SDS 80 var 32-bitarsprocessorn D80, programspråket Pascal/D80, utvecklingsmiljön PUS80 och fältbussen MIL-STD-1553B. En central dator styr fältbussarna som sammanbinder de olika datorenheterna i flygplanet. I delserie 1 och 2 så använde man tre MIL-STD-1553B-bussar och i delserie 3 fem stycken. Varje buss är i sin tur dubblerad i en A- och en B-buss som går i kablar som ligger fysiskt åtskilda i flygplanet för redundans.
D80-processorn användes från början av utvecklingen av Gripen och var ett arv från utvecklingen av B3LA. Den uppgraderades 1994 till D80E. D80-familjen av processorn har en ordlängd på 32 bitar och kan multiköra olika tidskritiska processer samtidigt. I varje datorenhet kunde en eller flera D80-processorer användas beroende på enhetens prestandakrav. Programmeringen skedde i programspråket Pascal/D80 som är anpassat för realtidssystem och har stöd för multikörning och flera processorer. Till delserie 3 byttes D80-familjen ut mot D96/MACS som bestod av processorenheter med tre 266 MHz PowerPC 740-processorer som jobbar parallellt, 160 MB disk, 32 MB PROM och 64 MB RAM. D96/MACS är bakåtkompatibel med programvara skriven i Pascal/D80 men kan även hantera program skrivna i Ada.

### Förarrum
Förarrummet i Gripen A till D är utformad med en modern glashuv och luftkonditionerad tryckkabin. Instrumenteringens dominerande indikeringsorgan utgörs av tre stycken 15,7×21 cm stora LCD-skärmar på frontpanelen; från höger: flyglägesindikator (FI), taktisk indikator (TI), målindikator (MI), samt en vidvinklig siktlinjesindikator (20×28 cm). Förarhjälmen är även försedd med hjälmsikte.
Sedan möjlighet till lufttankning infördes ingår även macklådor under de yttre skärmarna på förarplats, medan baksits har en låda.

### Basering och underhåll

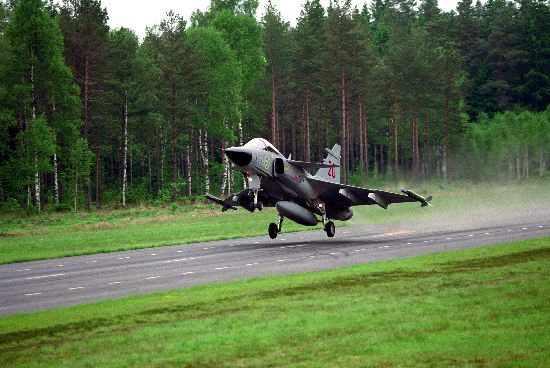
JAS 39A startar från en vägbas.

Ett av grundkraven var att Gripen ska kunna användas i Flygvapnets Bas 90-system. Det innebär att Gripen ska klara att starta och landa på befintliga vägbaser med en 800 meter lång bana och på kort tid ska kunna klargöras av en tropp som till största del består av värnpliktiga. Till skillnad från Viggen saknar Gripen reverserbart motorutblås. Gripen bromsas i stället med konventionella låsningsfria bromsar på alla hjulen. Dessutom kan nosvingarna vinklas nedåt för att fungera som luftbroms samtidigt som de trycker ner nosen för att ge främre landställets hjul bättre fäste.

### Flygträningssimulator
För att planera flygning med Gripen används flygsimulatorn PETRA (Planning, Evaluation, Training, Rehearsal and Analysis) som också är ett planerings- och utvärderingssystem. Sammankopplade, som vid Försvarets forskningsinstituts Flygstridssimuleringscentrum (FOI/FLSC), kan uppdrag med mångt fler flygplan av olika typer än vad som kan flygas övas och urvärderas för att dra erfarenheter till nästa omgång för att slutligen hamna som taktikuutlärning på flygande förband.
På Flygvapenmuseum i Linköping ges allmänheten möjligheten att själva använda sig av en gripen-simulator. Simulatorn är i stort sett överensstämmande med ett riktigt flygplan.

### Flygkostnader
Inköpspriset är oftast det som får mest uppmärksamhet vid upphandlingar, men driftskostnaderna utgör större delen av den totala budgeten för ett flygvapen. Det är inte ovanligt att flygplan och piloter blir stående på marken för att pengarna inte räcker till. Piloter utan tillräcklig övning kan inte utnyttja flygplanets förmågor fullt ut, varför ett toppmodernt flygplan med dåligt tränade piloter presterar sämre än välövade piloter i något sämre flygplan.
| Källa            | 2012 – IHS Jane's                   | 2014 – ÖB Micael Bydén | 2021 – Flygrevyn |
| ---------------- | ----------------------------------- | ---------------------- | ---------------- |
| Gripen C         | USD 5800                            | SEK 54300              | SEK 32100        |
| F-35A            | USD 25950                           | SEK –                  | SEK 144900       |
| F-35B/C          | USD 38300                           | SEK –                  | SEK 144900       |
| Eurofighter      | USD 22200, varav bränsle: USD 10100 | SEK –                  | SEK 125200       |
| Rafale           | USD 20400                           | SEK –                  | SEK 114900       |
| F/A-18E/F        | USD 13600                           | SEK –                  | SEK 76600        |
| F-16 block 40/50 | USD 8700                            | SEK –                  | SEK 48600        |

Tabellen är omräknad till 2022 års pengavärde, avrundat till närmsta hundratal. Notera att varje källa har använt sin egen beräkningsmodell och därför inte är direkt jämförbara med varandra.

## Vidareutveckling

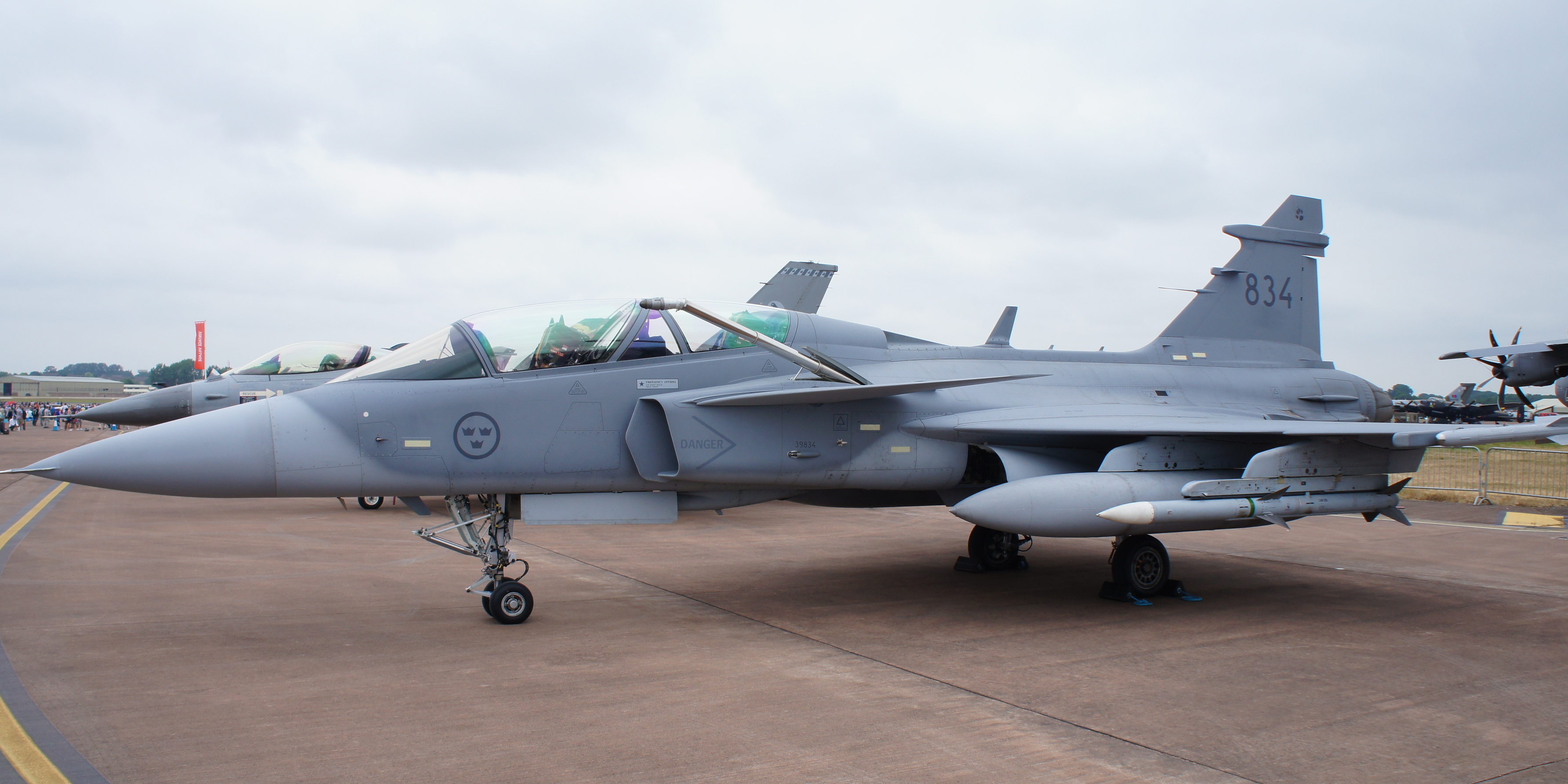
JAS 39D med lufttankningsbom utsträckt.

Utveckling och marknadsföring startades av Industrigruppen JAS, som senare under en period i samverkan med BAE Systems (som var delägare i Saab 1998–2011) kom att NATO-anpassa flygplanet för den internationella marknaden med bland annat att versionerna 39C och 39D kan lufttankas.

### Uppgraderingar
MS15 (Materielsystem 15) kom 2002 och är den första versionen för A/B.
MS16 (Materielsystem 16) kom inte ut på förband utan fanns bara internt hos Saab.
MS17 (Materielsystem 17) kom 2004 och införde bättre avionikkärna, färgskärmar och fler jaktvapen.
MS18 (Materielsystem 18) kom 2005 och införde nya datalänkar, spaningskapsel med avancerad digitalkamera, bättre radar och system för kommunikation och landning, nytt system för elektronisk krigföring och lufttankning.
MS19 (Materielsystem 19) kom 2009 och införde bättre mörkerflygning, upp till 8 timmar långa flygpass, jaktrobot 98 med IR-målsökare, skydd mot målsökande robotar, nytt bombsystem och Nato-datakommunikation Link 16.
MS20 (Materielsystem 20) kom våren 2016 och uppgraderade JAS 39C/D Gripen-planen, införande bland annat jaktrobot 101 ”Meteor” med aktiv radarmålsökare och ramjetmotor för längre räckvidd och mer oförutsägbart beteende för fienden. Roboten samverkar med flygplanets sensorer och stödsystem för att upptäcka och avvärja fientligt flyg. Precisionbomben GBU-39 kan nu också fällas från långt avstånd med måldata och styr sedan själv mot målet. CBRN-skyddet stärks mot kemiska, biologiska, radiologiska och nukleära hot samt skyddar piloten i förorenade miljöer under uppdrag och gör det möjligt för markpersonal att effektivt sanera planet. En annan nyhet är anti-markkollisionssystemet Ground Collision Avoidance System (GCAS) som gör att systemet tar över och förhindrar kraschlandning om piloten skulle vara medvetslös av till exempel höga G-krafter.
År 2018 uppgraderades Tjeckiens JAS-plan till ”Materielsystem 20 Tjeckien” med bland annat Natos datanätverk Link 16, Night Vision Goggles-bildförstärkare till pilothjälmarna, system för markmålsbekämpning och stor mjukvaruuppgradering.
År 2022 ”MS20 Block 2”-uppgraderas Ungerns JAS-plan med liknande förmågor, bland annat radar version PS-05/A Mk 4, säker röstkommunikation, IFF (identifiering av vän och fiende) av typen Nato Mode 5, närstridsjaktroboten IRIS-T med infraröd styrning, modern laserstyrd bomb GBU-49 och avancerad radarjaktrobot Meteor med lång räckvidd.
Den 11 april 2022 beställde FMV uppgradering av Gripen C/D från Saab för 500 Mkr med syftet att få ökad tillgänglighet och flera förmågehöjningar för att bibehålla stridsflygplanet operativt relevant till mitten av 2030-talet parallellt med JAS Gripen 39E. Kompletterande beställningar var planerade att komma under 2022.

### Gripen NG

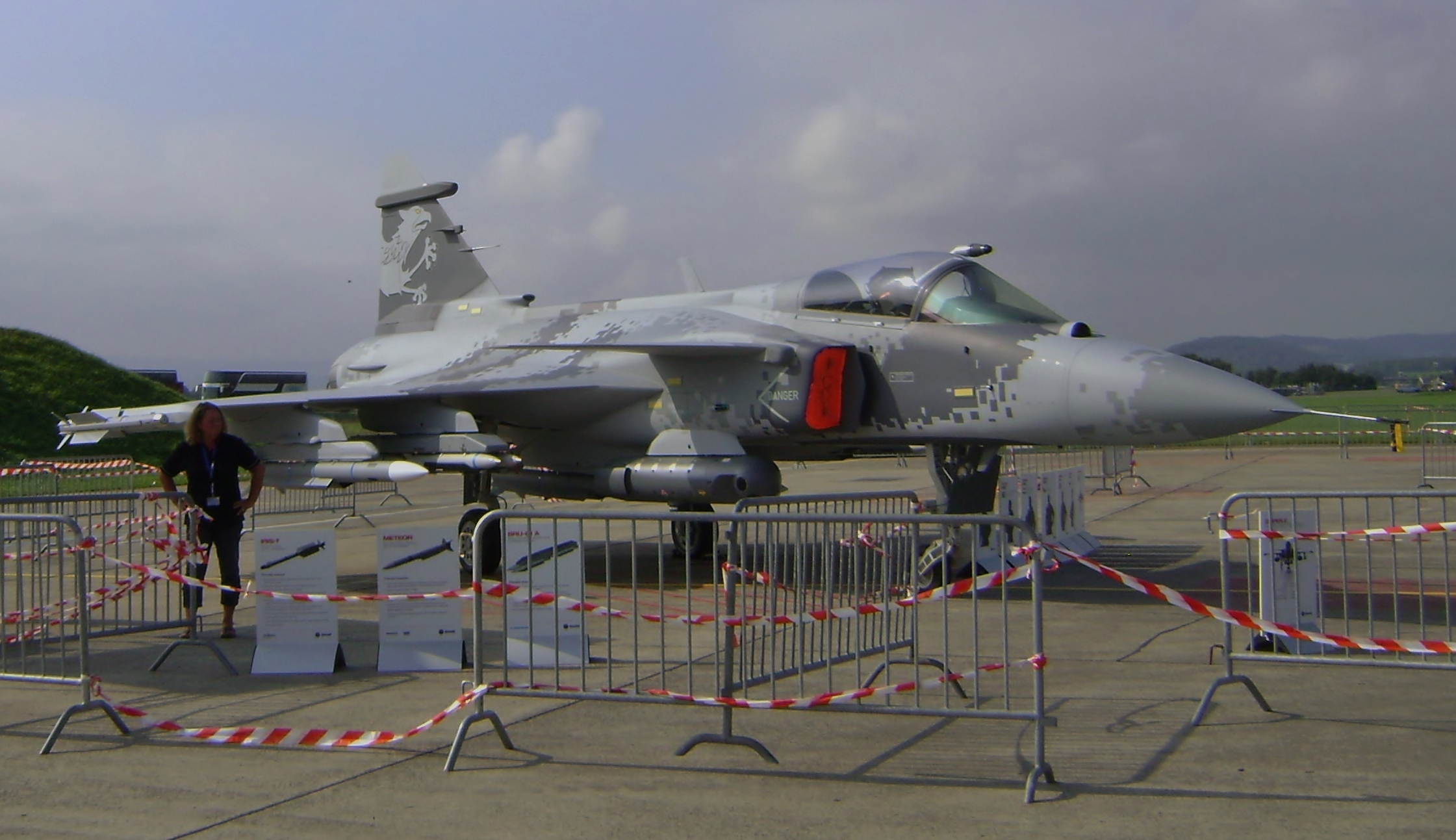
Gripen NG-prototyp/demonstrator (s/n 39-8)

År 2007 presenterade Saab ett internationellt samarbete med flera stora försvarsindustrier rörande vidareutveckling av Saab 39 Gripen, Gripen NG eller JAS 39NG (Next Generation), populärt kallad "Supergripen". Följande företag, som även bidrar finansiellt, ingick i samarbetet: Honeywell, General Electric, Rockwell-Collins, Martin-Baker, APPH och Terma. Även den danska, norska och svenska staten förväntades bidra finansiellt. Första steget i detta samarbete var framtagandet av en flygande demonstrator, sedermera Gripen Demo, samt en landbaserad avionikrigg.
Gripen NG blev sedermera en produkt som Saab senare döpte om till Gripen E.

## RM12-baserade versioner

### Gripen A

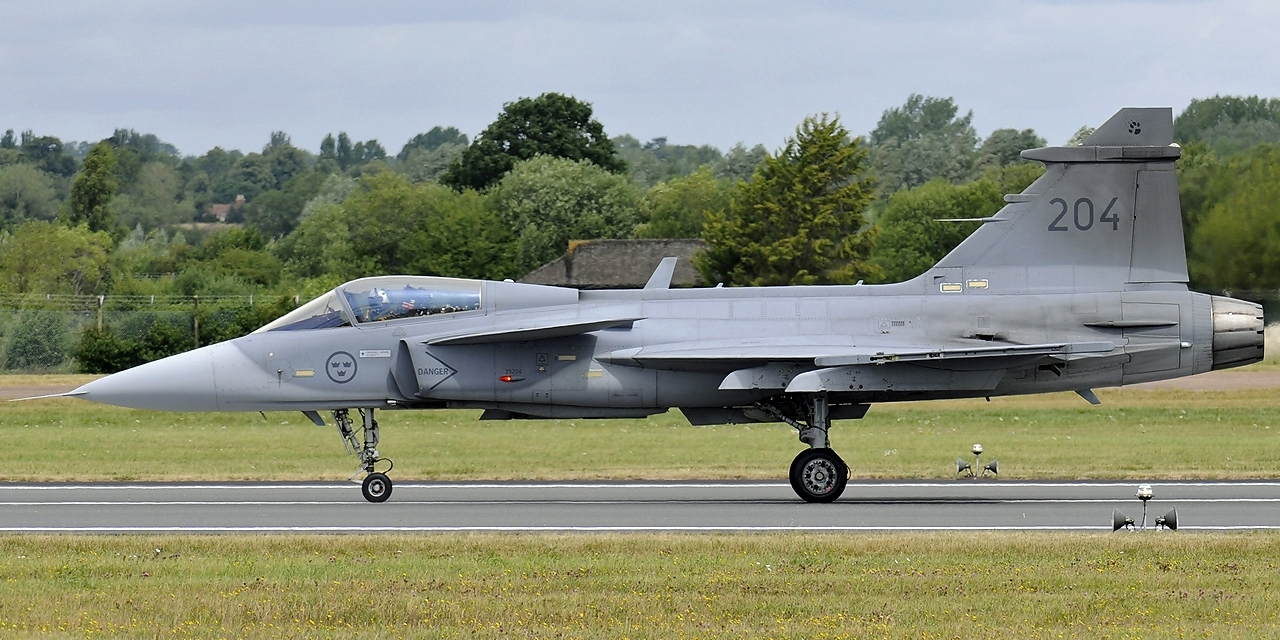
Gripen A

JAS 39A var första versionen som togs i drift 1996 av Flygvapnet. Totalt tillverkades 104 exemplar. 31 av dessa planeras att mellan åren 2007 och 2012[uppföljning saknas] uppgraderas till C/D-versionen. Vidare har 25 stycken flygplan byggts om till C/D-versionen som Ungern leasar, 10 stycken byggdes om till C-versionen till Thailand. År 2011 var 54 stycken aktiva i det svenska flygvapnet.
Den 15 december 2010 deponerades ett flygplan av A-versionen av Saab till Ängelholms flygmuseum. Flygplanet, med nummer 101 (Gripen 101), är det första serietillverkade av typen. Det var tänkt att levereras till Flygvapnet, men kom istället verka som provflygplan hos Saab efter att ett av deras egna hade havererat.

### Gripen B

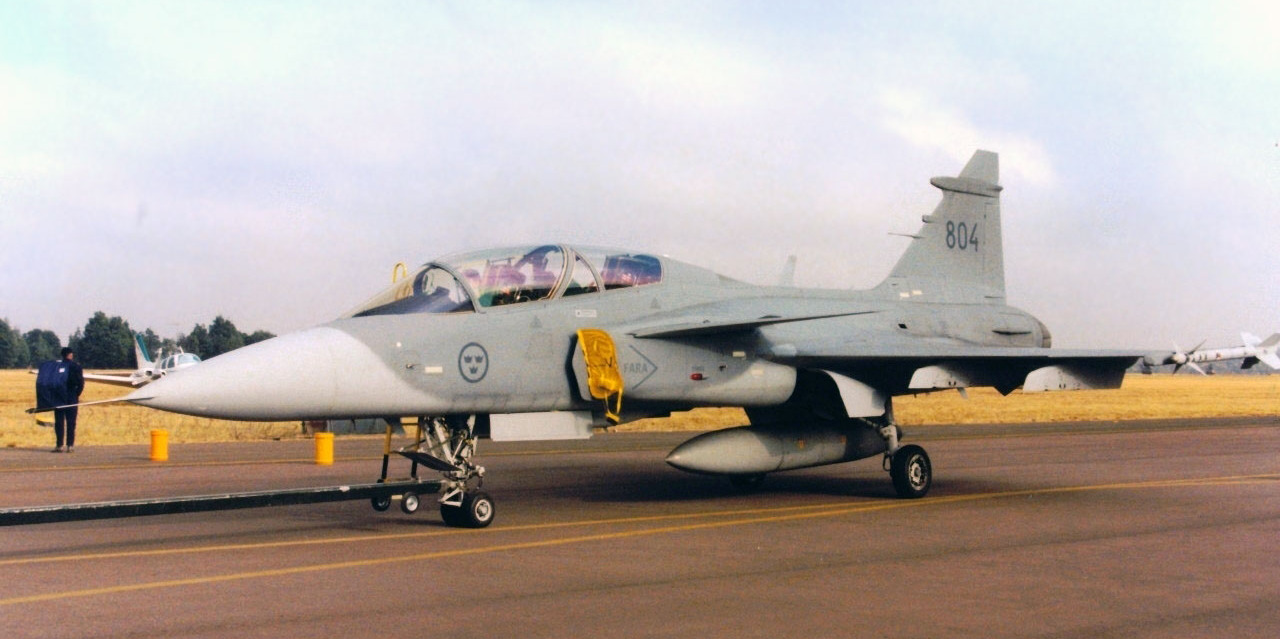
Gripen B

JAS 39B är en tvåsitsig skolversion av Gripen A. Denna variant är 0,7 meter längre än A-versionen och saknar automatkanon.
Från början var en tvåsitsig version av Gripen inte planerad eftersom inskolning på flygplanet skedde i simulator, men för att kunna exportera Gripen visade sig en skolversion av planet vara nödvändig och därför utvecklades Gripen B.[källa behövs] Prototypen (serienummer: 39-800, fenkod: 58) förevisades inför publik under september 1995 och flög för första gången 29 april 1996. Den var 66 centimeter längre än A-prototyperna.
Totalt tillverkades 14 stycken som del av delserie 2. Två stycken har byggts om till D-versionen till Thailand och 12 stycken används av det svenska flygvapnet.

### Gripen C

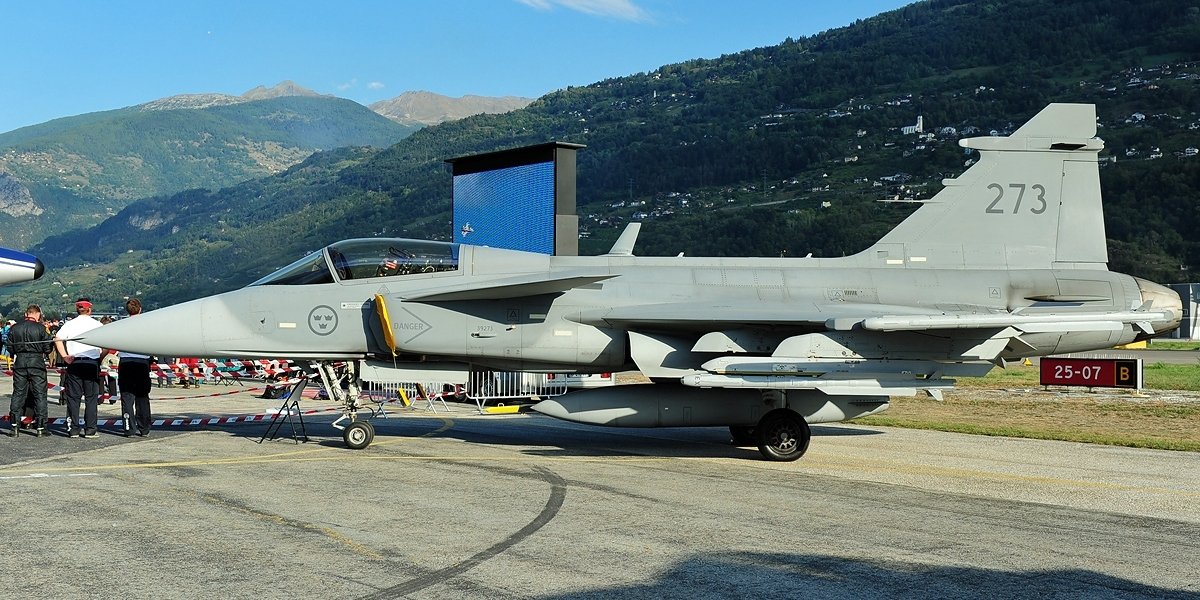
Gripen C

JAS 39C var den första exportversionen och kom september 2002. Har uppgraderats i flera omgångar med ”Materielsystem 17, 18, 19 och 20” åren 2004-2016 med många nya moderna förmågor. Den är sedan 2009 en Nato-kompatibel version av Gripen med utökade resurser i form av beväpning, elektronik, etc. Denna version kan även lufttankas.
Totalt nytillverkades 69 stycken till Sverige och 17 stycken till Sydafrika. Av de 69 flygplan som tillverkades till Sverige, leasar Tjeckien 12 stycken och 56 stycken används i det svenska flygvapnet och ett är testflygplan hos Saab. Vidare kommer enligt planerna totalt 66 C-versioner att finnas hos det svenska, ungerska och thailändska flygvapnen, vilka är ombyggda A-versioner. Den 19 mars 2015 levererades den sista beställda C-versionen till svenska Flygvapnet. Efter att Saab levererade den sista beställda C-versionen, flaggade företaget för att det kan bli aktuellt att tillverka flera. Då C/D versionerna kommer tillsammans med Gripen E att erbjudas och marknadsföras på världsmarknaden.

### Gripen D

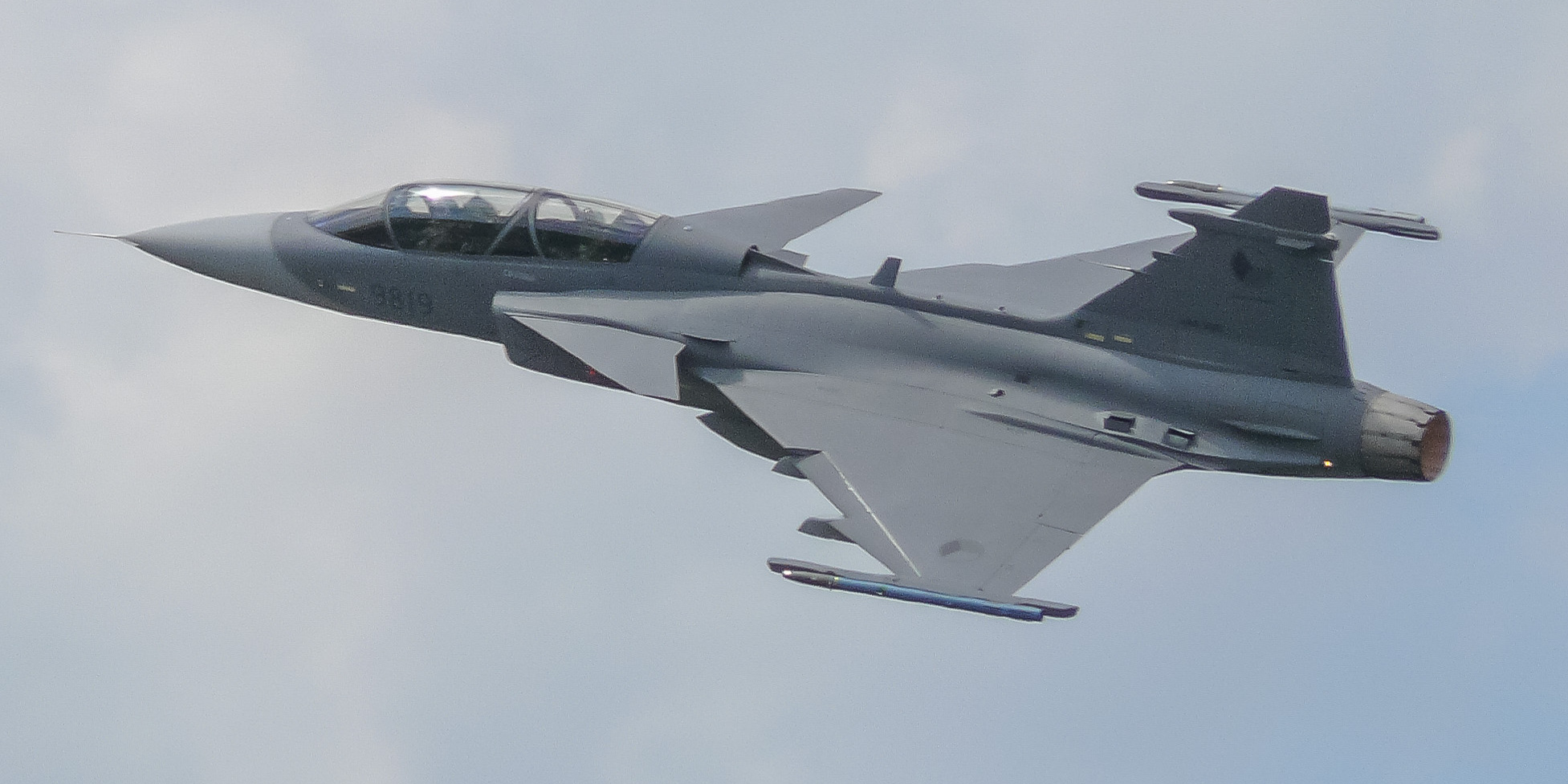
Gripen D

JAS 39D är en tvåsitsig skolversion av Gripen C. Denna variant är 0,7 meter längre än C-versionen och saknar automatkanon.
Prototypen till Gripen D var B-prototypen (s/n 39-800) modifierad till C-standard, den första Gripen med moderniserad instrumentering. Första flygning skedde 29 april 2002.
Totalt tillverkades 23 stycken. Två stycken leasas av Tjeckien, 12 stycken används av det svenska flygvapnet och 9 stycken har tillverkats och levererats till Sydafrika.

### Gripen EBS HU

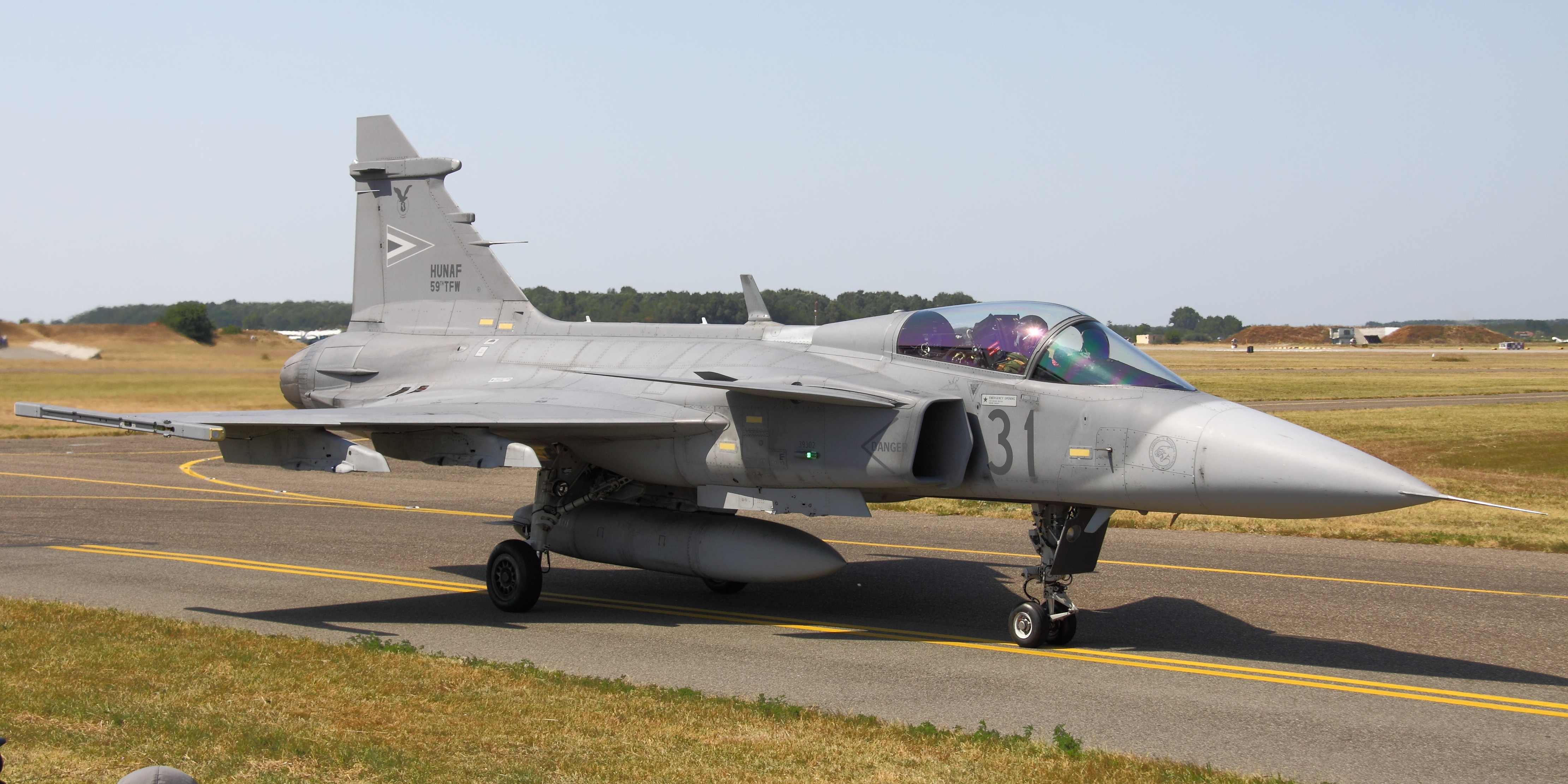
Gripen EBS HU

JAS 39EBS HU C samt D (EBS HU = Export Baseline Standard Hungary, ”export basstandard Ungern”) är namnen på de ungerska C/D-versionerna sedan 2006 med Nato-Link 16-datanätverk sedan 2009. Totalt tillverkades 14 JAS 39EBS, vilka är ombyggda från 12 A och 2 B-versioner.

## RM16-baserade versioner

### Gripen E

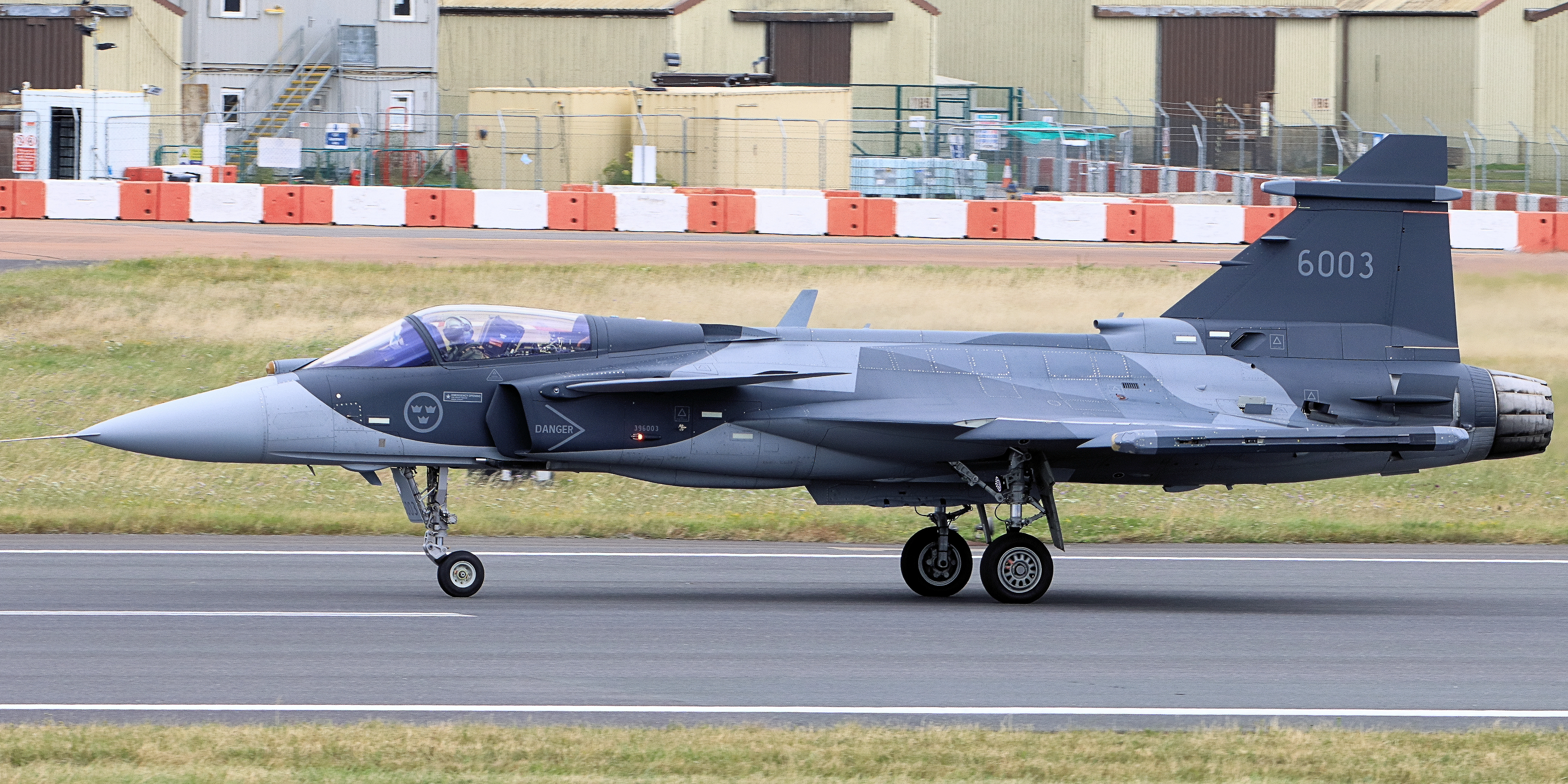
Gripen E

JAS 39E (F-39E i Brasiliens flygvapen) är en moderniserad och upprustad enhetsvariant av Gripen, försedd med större skrov, nosvingar och bakkant, ny starkare motor i form av F414G (RM16), ny AESA-radar (aktivt elektroniskt styrd antenn), IR-spanare samt nya sensorer, varnare och datateknik, ökad bränslekapacitet, högre lastkapacitet samt fler vapenbalkar, nytt landningsställ, uppdaterat förarrum med nya frontpanelskärmar med mera, förbättrad avionik och krypterad kommunikation.
Saabs utvecklingsnamn för Gripen E var Gripen NG (Next Generation, ”nästa generation”) medan kvällspressen kallade den Supergripen. Svenskt beställning gjordes initialt i partnerskap med Schweiz 2012 men 18 maj 2014 gjordes en Schweizisk folkomröstning gällande inköp vilket resulterade i ett nej. Sverige gick vidare och den 3 juli 2013 meddelade Saab att slutmonteringen av den första förproduktionsmodellen av Gripen E (39-8) hade påbörjats. Den 24 november 2021 hade de gått in i leveransfasen och visade upp de sex första serieproducerade planen. Fyra skulle gå till Brasilien och två till svenska Försvarsmakten. Flygplanet är tänkt att vara operativt i Sverige från 2023 och minst fram till 2040.

### Gripen F
JAS 39F (F-39F i Brasiliens flygvapen) är en tvåsitsig skolversion av Gripen E.

## Övriga versioner

### Gripen Demo

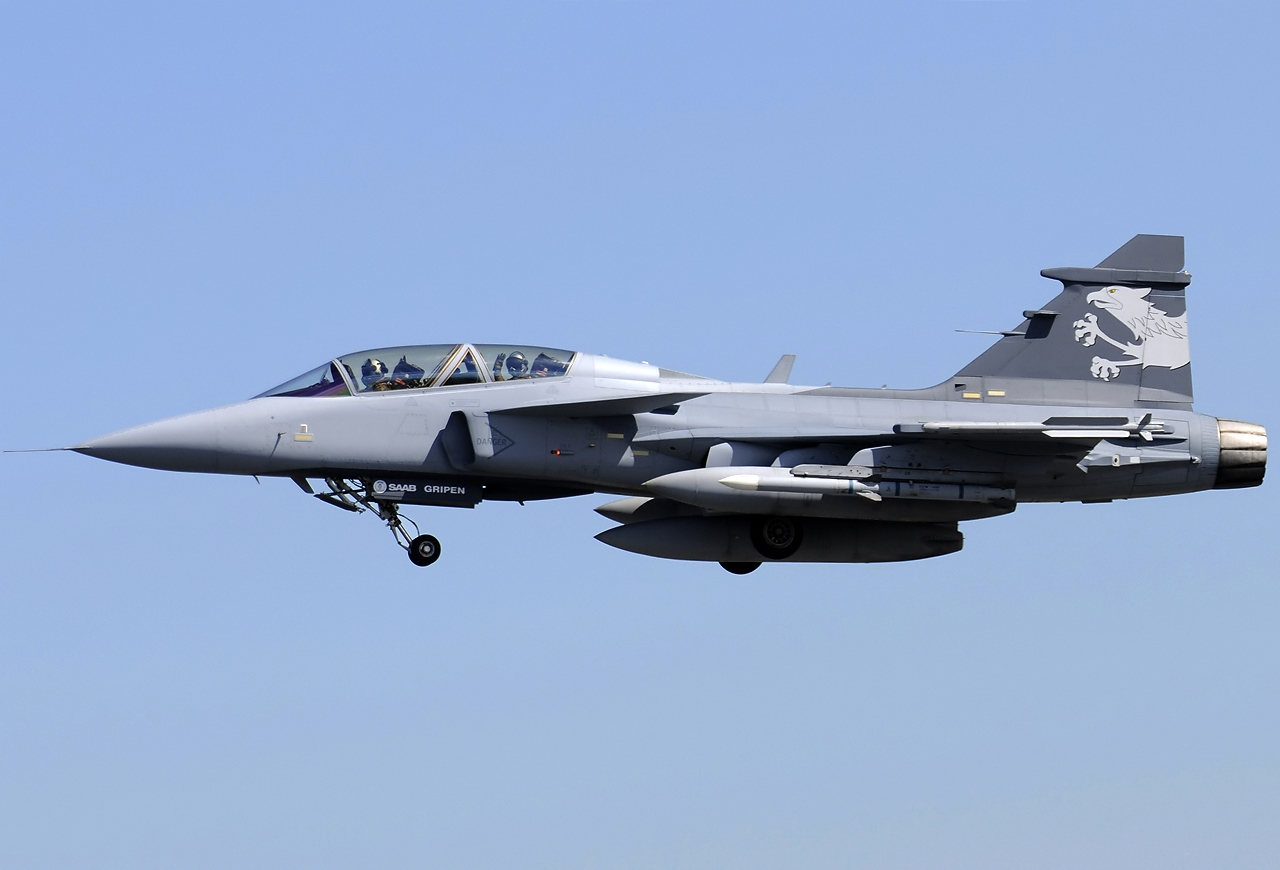
Gripen Demo

Gripen Demo är en modifierad och uppgraderad Gripen D (tvåsitsigt) som bland annat utrustats med modernare elektronik och en starkare motor (GE f414 - dragkraft 98kN). Gripen Demo har också populärt fått benämningen Gripen NG för Next Generation (”nästa generation”). Primärt syfte med Gripen Demo är utprovning och utvärdering av ny teknik, såsom inför Gripen E & F, men också för framtida uppgraderingar av befintliga Gripen C & D. Den 21 januari 2009 flögs Gripen Demo i överljudsfart utan efterbrännkammare, så kallad överljudsmarsch (engelska: supercruise), på 8 500 m (28 000 fot) höjd i Mach 1,2.
Gripen Demo har också frekvent använts som demonstrator på uppvisningar runt om i världen för att visa vad som komma skall med kommande Gripen E & F. Bland annat användes Gripen Demo som uppvisningsplan i det Schweiziska flygvapnets upphandling av nya jaktplan år 2012. Gripen vann den upphandlingen men affären avbröts efter en folkomröstning där folket sade nej till affären. Gripen Demo har även använts i det Brasilianska flygvapnets upphandling av nästa generation jaktflygplan. Även här vann Gripen och Brasilien har för närvarande beställning på 36 st Gripen E/F.
Gripen Demo finns i dagsläget endast i ett exemplar.

### Sjögripen
Sjögripen eller Sjö-Gripen (engelska: Sea Gripen), senare även marknadsförd som Gripen Maritime (ungefär ”Gripen Sjöfart”), är ett förslag till en fartygsbaserad Gripen med förstärkta landningshjul samt bromskrok och andra tekniska förändringar för start och landning på hangarfartyg.
Saabs första tankar på en Sjögripen härstammar från mitten av 1990-talet men det moderna programmet väcktes till liv 2010 efter intresse från indiska marinen som beslutat att bygga upp en flotta med hangarfartyg, sedermera även Brasilien. Baserad på Gripen NG/E, vid eventuella affärer med denna version är den tänkt att byggas tillsammans med ett land som har erfarenhet av flygplan till hangarfartyg. I juli 2014 utgav Lennart Sindahl, chef för Saabs flygverksamhet, att försvarskoncernen är redo att sätta i gång med Sjögripen och i december 2015 uppgav Saab att man erbjudit ett utvecklingssamarbete med Indien av denna version. De ansåg att även Thailand (förutom Brasilien och Indien) är en potentiell kund till en marinversion av flygplanet.

## Försäljning av Saab 39 Gripen

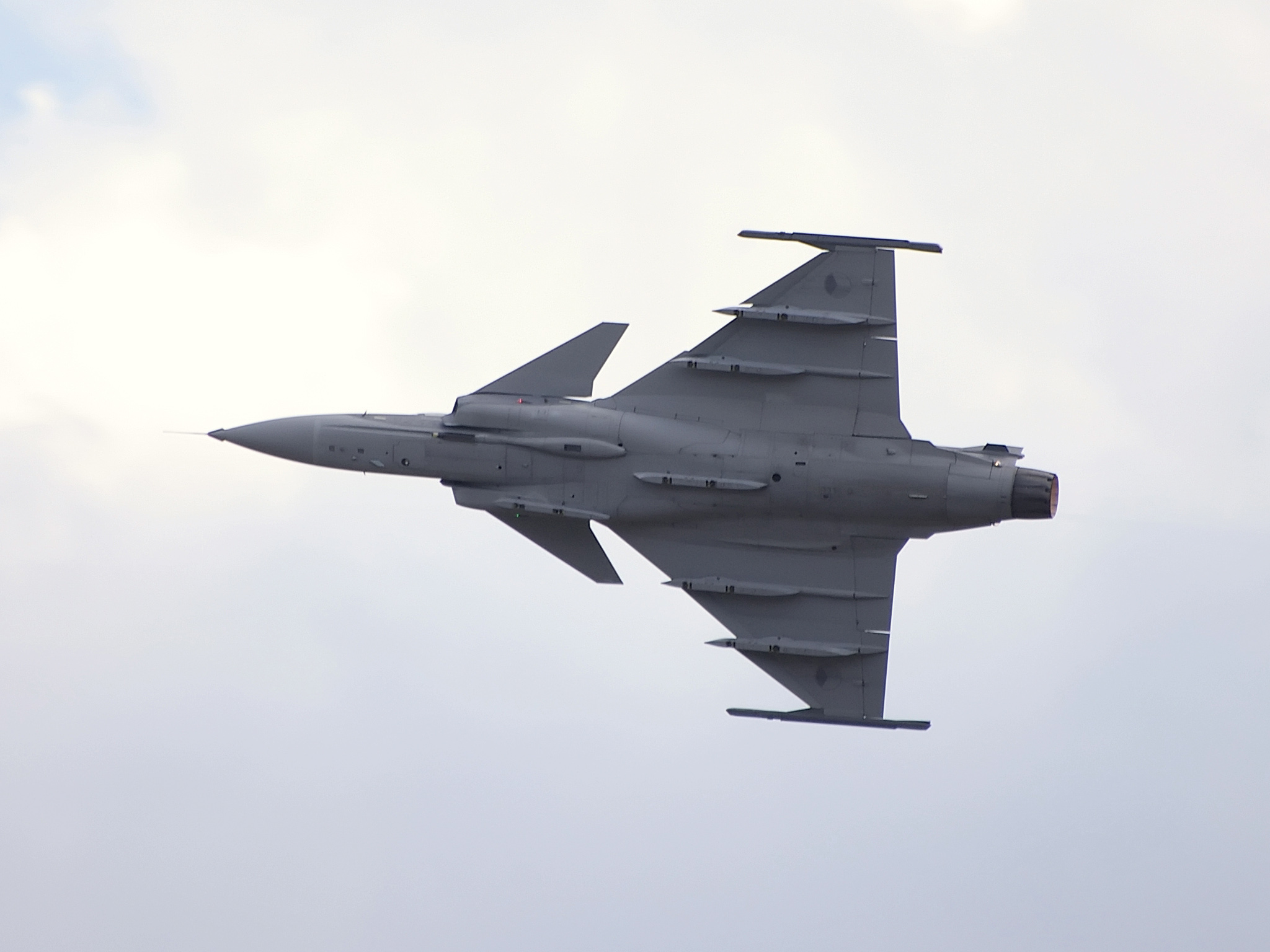
Ett tjeckiskt plan i luften.

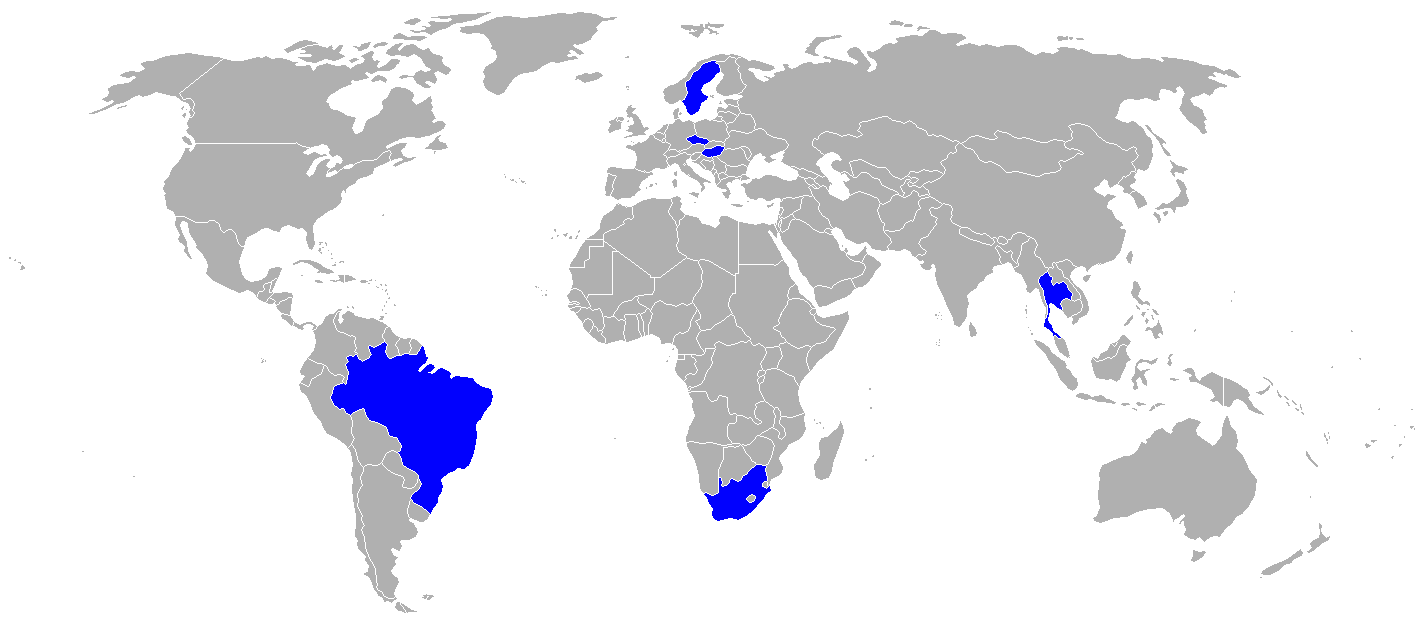
Gripenanvändare i blått.

Flygplanet marknadsförs och säljs av Saab AB. Dock ansvarar Försvarsexportmyndigheten i de fall som statens Gripenplan görs tillgängliga för försäljning. Sverige och Sydafrika är de enda två länder som Saab AB sålt helt nya flygplan till. Till Sydafrika har det sålts 26 nytillverkade Gripenplan. Av de 40 st övriga sålda/leasade flygplanen är samtliga hämtade ur svenska statens (FMV) ursprungsbeställning av 204 st. De 14 st plan som har levererats till Ungern och 12 st till Thailand är alla begagnade A/B-versionplan ombyggda till svenska flygvapnets C/D-version. Vad gäller Tjeckiens 14 Gripenplan så är de alla nytillverkade och direkt hämtade ur FMV:s ursprungsbeställning om 204 st. Eftersom beslut i Sveriges riksdag fattats om att den framtida Gripenflottan skall bestå av endast 100 st Gripenplan kan det verka som att 104 st (204 - 100) Gripenplan är övertaliga. I själva verket har 40 st sålts/leasats (som alla troligen leder till köp), 7 havererat och flera används till både svensk och engelsk provflygarverksamhet. Många har skrotats för att erhålla "gratis" reservdelar, så övertaligheten är mycket blygsam.

### Schweiz
I slutet av augusti 2012 meddelade Regeringen Reinfeldt genom Försvarsexportmyndigheten att Sverige ingått ett partnerskap med Schweiz om anskaffning av nästa generations Gripen, Gripen NG (senare Gripen E). Schweiz planerade då att köpa 22 flygplan, och Sverige 40-60 nya plan. Vidare erbjöd den svenska regeringen genom Försvarsexportmyndigheten Schweiz att leasa 22 flygplan av Gripen C fram till att de första flygplanen av E-versionen kunde levereras till Schweiz 2018, med möjlighet att de 22 C-planen sedan kan bli kvar i Schweiz som reservdelsmateriel.
Upphandlingen om schweiziskt inköp lades ner söndagen 18 maj 2014 efter att Schweiz utfört en folkomröstning om finansieringen av ett nytt stridsflygplan där det schweiziska folket röstade nej. Om Schweiz hade gått vidare med sitt köp av Gripen, skulle 22 stycken av Gripen NG att tillverkas till Schweiz.

## Användare

### Sverige
Försvarets materielverk (FMV) beställde den 30 juni 1982 för Flygvapnets räkning fem provflygplan samt 30 serieproducerade. Den 8 maj 1992 gjordes nästa beställning - delserie 2 - om 96 flygplan JAS 39A (dock färdigställdes de sista tjugo som 39C då de inte var byggda när delserie 3 beställdes) och 14 flygplan JAS 39B. Riksdagen kom i december 1996 att besluta om delserie 3, vilken sen bekräftades av regeringen i juni 1997. Delserie 3 bestod av 64 flygplan JAS 39C samt 14 tvåsitsiga flygplan JAS 39D.
Totalt kom 204 flygplan av Saab 39 Gripen att beställas, varav 201 levererats och ingår i Flygvapnet under namnet JAS 39 Gripen. Den 9 juni 1996 blev Skaraborgs flygflottilj (F 7) officiellt den första flottiljen som ombeväpnades från AJ 37 Viggen till JAS 39 Gripen.
Antalet flygplan i den svenska krigsorganisationen har sedan 2006 reducerats med en "inriktning" mot 100. Flygvapnet hade då för avsikt att i framtiden operera 100 stycken Saab 39 Gripen-flygplan av senaste versionen C/D. Inom ramen för denna reducering skulle 31 existerande flygplan i ursprunglig version 39A uppgraderas till 39C/D-standard (två st 39A används till ett 39D, 39B skrotas) enligt beslut taget 2007. Övertaliga flygplan görs tillgängliga för försäljning.
Den 13 december 2012 gjordes den absolut sista flygningen med JAS 39 version A/B i det svenska flygvapnet, och flygvapnet använder nu uteslutande version C/D. Skaraborgs flygflottilj (F 7) blev den sista flottiljen att omställas från A/B till C/D. Den 19 mars 2015 levererades individ 39294 till Blekinge flygflottilj (F 17), vilken var den sista individen av de totalt 204 beställda A/B och C/D flygplanen.
Den 29 augusti 2014 rapporterade SVT att försvaret får köpa in 60 nya JAS 39 E. Sverige betalar själva hela kostnaden efter att Schweiz sagt nej till fler JAS-plan.

#### Tabeller
| \| Introduktionen av JAS 39 Gripen inom Flygvapnet \| Introduktionen av JAS 39 Gripen inom Flygvapnet \| Introduktionen av JAS 39 Gripen inom Flygvapnet \| Introduktionen av JAS 39 Gripen inom Flygvapnet \| Introduktionen av JAS 39 Gripen inom Flygvapnet \| \| Flottilj nr \| Flottilj \| A/B \| C/D \| E \| \| ----------------------------------------------- \| ----------------------------------------------- \| ----------------------------------------------- \| ----------------------------------------------- \| ----------------------------------------------- \| \| F 4 \| Jämtlands flygflottilj(1) \| 2004 \| – \| – \| \| F 7 \| Skaraborgs flygflottilj \| 1996 \| 2010 \| – \| \| F 10 \| Skånska flygflottiljen(2) \| 1999 \| – \| – \| \| F 13 \| Bråvalla flygflottilj(3) \| – \| – \| – \| \| F 16 \| Upplands flygflottilj(4) \| – \| – \| – \| \| F 17 \| Blekinge flygflottilj(5) \| 2002 \| 2004 \| – \| \| F 21 \| Norrbottens flygflottilj(6) \| 2002 \| 2006 \| – \| (1) Flottiljen avvecklades strax efter att omskolning till JAS 39-systemet påbörjats. (2) Flottiljen avvecklades efter att den anpassats och omskolats till JAS 39-systemet. (3) Flottiljen hade anpassats till JAS 39 systemet, men avvecklades innan systemet tillfördes. (4) Flottiljen påbörjade omskolning år 1999 till JAS 39, men avvecklades innan systemet tillfördes. (5) Flottiljen övertog JAS 39 systemet från F 10. (6) Flottiljen övertog JAS 39 systemet som var planerat att tillföras F 16. | Index över de 204 individerna. - 98 individer operativa flygplan av C/D-versionen. - 32 individer demonterats eller destruerats. - 28 individer på leasing till Tjeckien och Ungern. - 24 individer förrådsställda i hangar i väntan på avveckling. - 12 individer har sålt till Thailand - 4 individer har använts som provflygplan. - 4 individer har havererat. - 2 individer har skänkts till Flygvapenmuseum i Sverige, och Royal Thai Air Force Museum i Thailand. |      |      |   |
| Introduktionen av JAS 39 Gripen inom Flygvapnet | |      |      |   |
| Flottilj nr | Flottilj | A/B  | C/D  | E |
| F 4 | Jämtlands flygflottilj(1) | 2004 | –    | – |
| F 7 | Skaraborgs flygflottilj | 1996 | 2010 | – |
| F 10 | Skånska flygflottiljen(2) | 1999 | –    | – |
| F 13 | Bråvalla flygflottilj(3) | –    | –    | – |
| F 16 | Upplands flygflottilj(4) | –    | –    | – |
| F 17 | Blekinge flygflottilj(5) | 2002 | 2004 | – |
| F 21 | Norrbottens flygflottilj(6) | 2002 | 2006 | – |

### Sydafrika
Beställde 1999 28 stycken nytillverkade Saab 39C/D Gripen, varav nio tvåsitsiga, med leveransstart 2008. Som i alla andra liknande sammanhang ställde även Sydafrika krav på att motköp skulle göras, vilket senare i svensk media rapporterades ha avtalats till 500 miljoner kronor. Saab 39 Gripen var en del av en större vapenaffär som Sydafrika genomförde vid denna tidpunkt. Övriga vapensystem som köptes var brittiska skolflygplanet Hawker-Siddeley Hawk, italiensk/brittiska helikoptern Agusta A109 samt korvetterna SAS Isandlwana och SAS Mendi och Ubåt klass 209 från tyska HDW. Sydafrika har under programmets gång valt att reducera antalet beställda flygplan till 26 stycken.

### Ungern

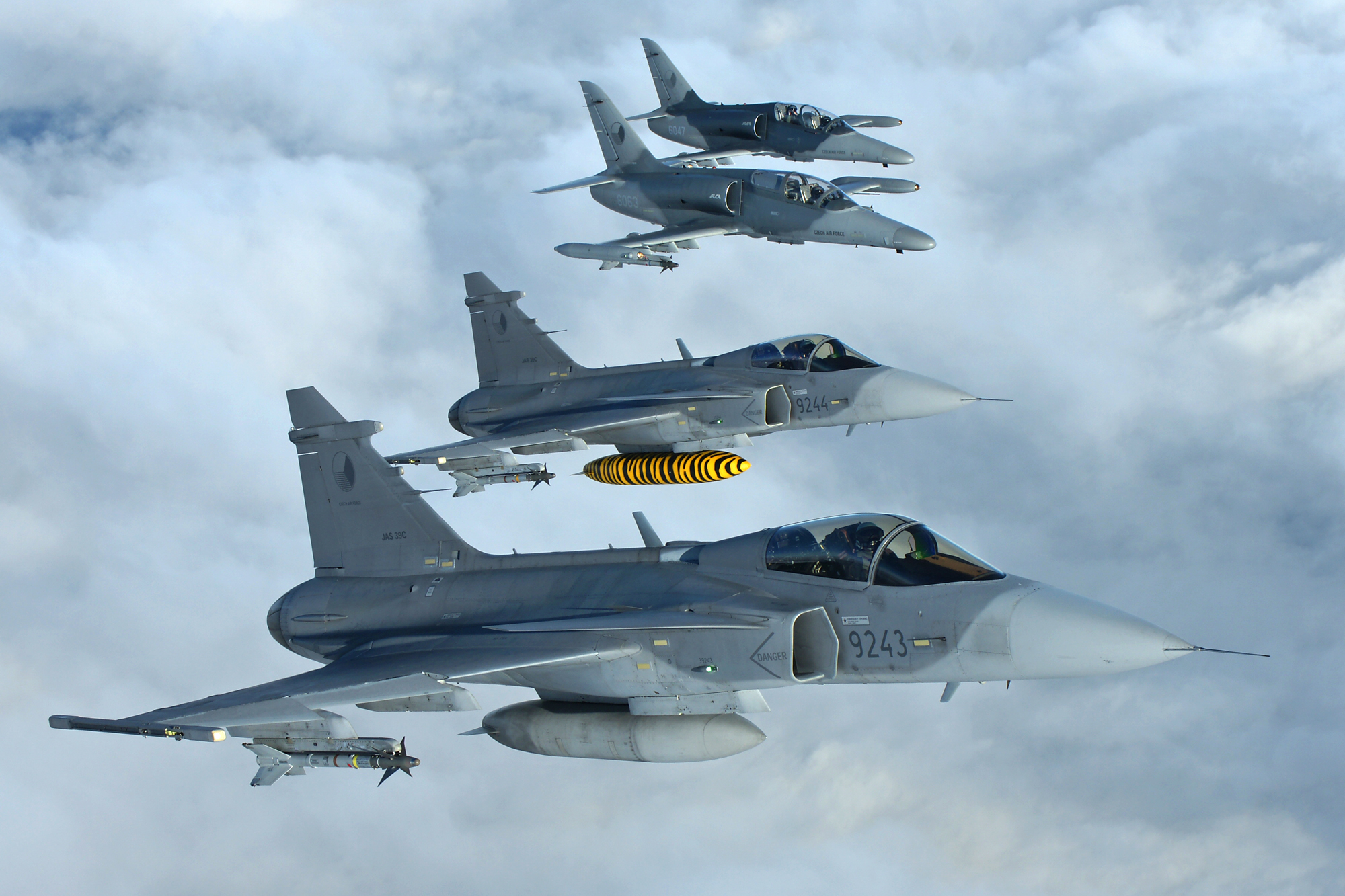
Två tjeckiska Saab Gripen och två Aero L-159 ALCA avancerade skolflygplan.

Hyr 14 Saab 39C/D Gripen, varav två tvåsitsiga. I samband med att Ungern blev medlem av Nato år 1999, var man tvungen att modernisera och anpassa sitt försvar till så kallad Nato-standard. Det vill säga en standard anpassad till övriga Nato-medlemmar. Frågan gällande stridsflygplan hade diskuterats länge i Ungern. De alternativ som diskuterades var att köpa nya, leasa begagnade stridsflygplan eller modernisera de då till antalet 27 befintliga ryska Mig 29:orna. Under hösten 2001 fick Ungern in offerter från Sverige, Belgien, Israel, Turkiet och USA gällande både nya och begagnade stridsflygplan. Måndag den 10 september 2001 tog Ungerns nationella säkerhetsråd ett inriktningsbeslut med att välja det svenska stridsflygplanet framför amerikanska F-16. Den 23 november 2001 skrev den ungerska försvarsministern János Szabó på ett avtal om att leasa 12 stycken ensitsiga och två tvåsitsiga Saab 39A/B Gripen på 10 år, med en option att köpa flygplanen. Ungern blev därmed det tredje landet som anskaffade Saab 39 Gripen.
Efter parlamentsvalet våren 2002 valde den nya regeringen att skriva om avtalet, så att det istället skulle omfatta C/D-versionerna. Det nya avtalet undertecknades den 2 februari 2003 och sträcker sig över 10 år och omfattade 12 stycken Saab 39C och två stycken Saab 39D. Dock var dessa befintliga Saab 39A/B Gripen, men ombyggda till C/D versionen för att passa Nato-standard. Beväpningen till planen köptes från USA. Leasingavtalet inkluderar även utbildning av ungerska piloter och tekniker i Sverige. Vid en ceremoni på flygbasen vid Kecskemét i Ungern den 30 mars 2006, överlämnade Sveriges försvarsminister Leni Björklund formellt de fem första flygplanen till den ungerska försvarsministern Ference Juhász. Resterade flygplan levererades successivt och var helt levererade i den 13 december 2007. Den formella överlämningen av samtliga flygplan gjordes dock måndagen den 28 januari 2008. Det genom att försvarsminister Sten Tolgfors symboliskt överlämnade loggboken till flygplan 312 till den ungerske försvarsminister Imre Szekeres. Efter att leasingperioden löpte ut 2016, planerade Ungern att köpa loss dessa flygplan.
Dock meddelade ungersk media den 24 januari 2012 att den ungerska regeringen tillsammans med den svenska regeringen genom Försvarsexportmyndigheten förlängt leasingavtalet med ytterligare tio år, detta mot bakgrund av Ungerns kraftiga budgetunderskott. Ungerns försvarsminister Csaba Hende menade att det nya avtalet innebär en besparing på 63 miljarder forinter (cirka 1,85 miljarder kronor).
Den 19 maj och 10 juni 2015 förlorade Ungern två individer i två skilda haverier, en JAS 39D (39851) samt JAS 39C (39301), den senare gick dock att återställas till luftvärdigt skick. Men de två haverierna fick det ungerska försvarsministeriet att omförhandla villkoren i hyresavtal med den svenska regeringen. Där man förde in ett dekret i avtalet, som fastställde att den extra kostnaden för att ersätta de två flygplanen under leasingperioden 2017-2026, inte får överstiga HUF 9,5 miljarder (cirka USD 33 miljoner). Som ersättare till det havererade tvåsitsiga flygplanet överfördes en JAS 39D (39842) från det svenska flygvapnet till det ungerska flygvapnet. Den 23 februari 2024 offentliggjorde Ungern att man beställer ytterligare fyra JAS 39C.

### Tjeckien
Hyr 14 Saab 39C/D Gripen, varav två tvåsitsiga. I samband med att Tjeckien blev medlem av Nato år 1999, var man tvungen att modernisera och anpassa sitt försvar till så kallad Nato-standard. Det vill säga en standard anpassad till övriga Nato-medlemmar. Tjeckien hade en längre tid förberett att ersätta sina befintliga sovjetiska MiG-21 jaktflygplan, genom köp av 24 till 36 stycken nya enhetsflygplan. Hösten år 2000 begärde Tjeckien in offerter på amerikanska F-16 och F-18, franska Mirage 2000, europeiska Eurofighter och svenska Saab 39 Gripen. Som villkor i offerten fanns ett så kallat motköp på 150% på det förväntade inköpsvärdet, som uppgavs till cirka 25 miljarder SEK.
I samband med att anbudstiden löpte ut i maj 2001, drog sig både Lockheed Martin och Boeing ur upphandlingen. Detta medförde att Saab stod ensam kvar som anbudsgivare. Anledningen till att USA drog sig ur affären, berodde enligt dåvarande Saab-BAe vice VD John Neilson på att USA inte kunde matcha de motköpsaffärer som Saab-BAe erbjöd, vilka uppgick till 150 % av ordervärdet och skulle sprida ut kostnaderna för 36 flygplan på 15 år. Våren 2002 ville dock den dåvarande regeringen invänta kommande parlamentsval. Detta för att låta kommande regering säga sitt i affären om nytt stridsflygplan. I samband med att Tjeckien drabbades av en stor naturkatastrof hösten 2002, avblåstes hela affären om nya stridsflygplan. Detta på grund av att skadorna av översvämningarna beräknades till ett värde på 100 miljoner koruna. Istället valde landets regering att inleda förhandlingar med alternativa lösningar för upprätthålla flygförsvaret. Ett av dessa alternativ var att hyra 14 stycken befintliga Gripen-flygplan, efter samma modell som Ungern hade valt.
Måndag den 14 juni 2004 undertecknade den svenska och den tjeckiska regeringen ett leasingavtal om 14 stycken Gripen-flygplan gällande i tio år. Flygplanen som ingick i affären var befintliga Saab 39A/B Gripen ombyggda av Saab till C/D versionen för att passa Nato-standarder. I avtalet inkluderades även utbildning av tjeckiska piloter och tekniker i Sverige. De första sex planen levererades den 18 april 2005. År 2015 när leasingkontraktet upphör kommer Tjeckien påbörja en ny upphandling av stridsflygplan.
Den 11 september 2013 meddelade Försvarsexportmyndigheten att man kommit överens med Tjeckien om att förlänga leasingavtalet 12 plus två år eller fram till minst år 2027. I avtalet ingick modernisering av flygplanen som bland annat kommer utrustas med datalänk 16. I juni 2025 förlängdes leasingavtalet igen, nu fram till år 2035. Som en del av denna förlängning kommer dock två Gripen C att lämnas tillbaka till Sverige av kostnadsskäl då det förlängda leasingavtalet även innefattade ytterligare moderniseringen av flygplanen.

### Storbritannien
Empire Test Pilots' School i Storbritannien har sedan 1999 haft en samarbetsavtal med Saab, vilket innebär att skolan genomför årliga kurser för testpiloter i Linköping. Kursen innehåller bland annat 10 timmars flygning samt 5 timmar i flygsimulator. Flygning med simulator utförs vid F 7 Såtenäs i Sverige.

### Thailand
Thailands flygvapen bekräftade den 17 oktober 2007 att man köper sex Saab 39C/D Gripen, inhemskt betecknade BKh.20 (thai: บข.๒๐, ”jaktplan 20”) för C, BKh.20A (บข.๒๐/ก) för D, samt att de eventuellt köper ytterligare sex efter det kommande parlamentsvalet. Affären för de första sex undertecknades 11 februari 2008. Den 12 februari 2009 beslutade det thailändska försvarsministeriet att ytterligare sex flygplan ska beställas. Affären undertecknades den 23 november 2010 och utöver de sex stridsflygplanen ingick även i affären Saab 340 Erieye och Robotsystem 15F. Totalt kom affären bestå av åtta stycken C-versioner och fyra stycken D-versioner, vilka samtliga är ombyggda A- och B-versioner som FMV avyttrade från det svenska flygvapnets flotta. Dessa flygplan ersätter i sin tur 16 stycken stridsflygplan av modell F-5 Freedom Fighter.
I början av september 2013 levererades de tre sista flygplanen av de totalt tolv beställda. Under flygningen från Sverige till Thailand träffades flygplanen av blixten. Detta då för att spara tid, flugit igenom ett omfattande åskoväder, istället för att runda det. Flygplanen kunde ses över vid en planerad mellanlandning i Port Blair. Onsdag den 4 september 2013 landade flygplanen på slutdestinationen i Surat Thani. Bortsett från de tolv individer som Thailand köpt från svenska Flygvapnet, så förfogar man över en JAS 39A (39178). Vilken skänktes av Saab våren 2012 inför 100-årsjubileet av det thailändska flygvapnet, som senare ägde rum den 2 november 2013. Individ 39178 står uppställd som utställningsobjekt på thailändska flygvapenmuseet som ligger i anknytning till Don Mueang internationella flygplats.
I augusti 2024 meddelade Thailands flygvapen att man valt Gripen E/F för att ersätta F-16A/B vid Korat Royal Thai Air Force Base. Thailand avser att köpa sammanlagt tolv Gripen som en del av denna upphandling.
Under gränskonflikten mellan Thailand och Kambodja 2025 ska två stycken Thailändska Gripen ha använts för att bomba militära mål inne i Kambodja. Detta var första gången som Gripen använts i ett militärt anfall.

### Brasilien
I december 2013 meddelades att Brasilien planerar att köpa Gripen NG (Gripen E/F). Den 27 oktober 2014 meddelade Saab att de ingått ett avtal med den brasilianska regeringen som omfattar utveckling och produktion av 36 Gripen NG till det brasilianska flygvapnet. De två första serietillverkade Gripen E levererades till Brasilien i april 2022. Produktionslinjen för Gripen E i Brasilien invigdes i maj 2023 där 15 flygplan kommer att tillverkas som en del av det ursprungliga kontraktet. 2024 meddelade Brasilianska flygvapnet att man även avser att utöka sitt kontrakt för Gripen E med 25% vilket motsvarar 9 flygplan.

## Saab 39 Gripen i internationell tjänst

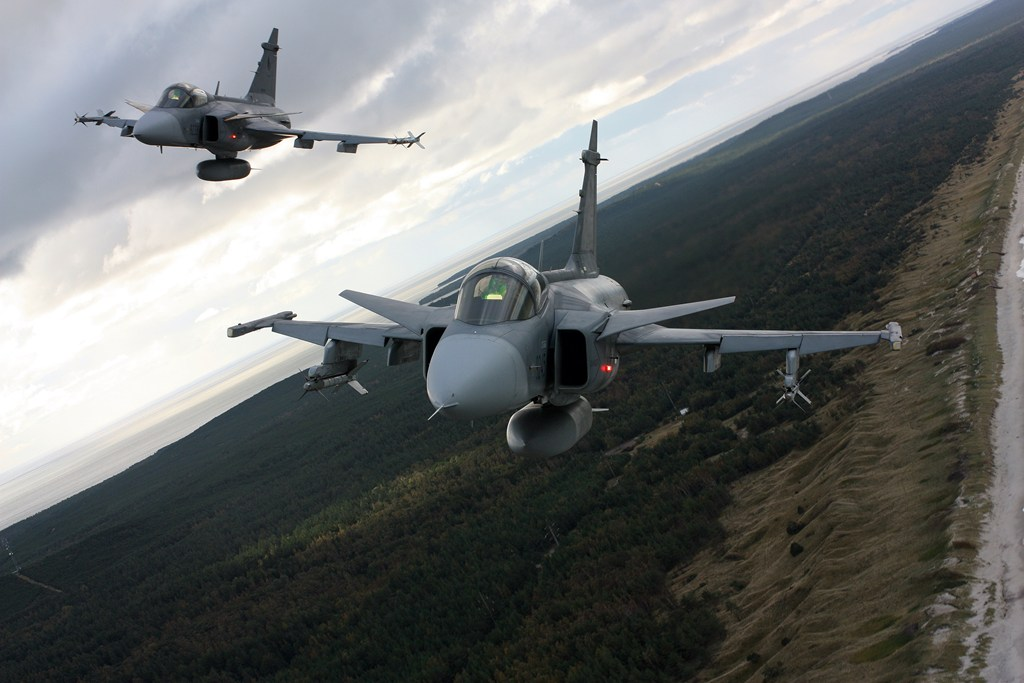
Tjeckiska JAS-39C Gripen ovanför Kuriska näset år 2012.

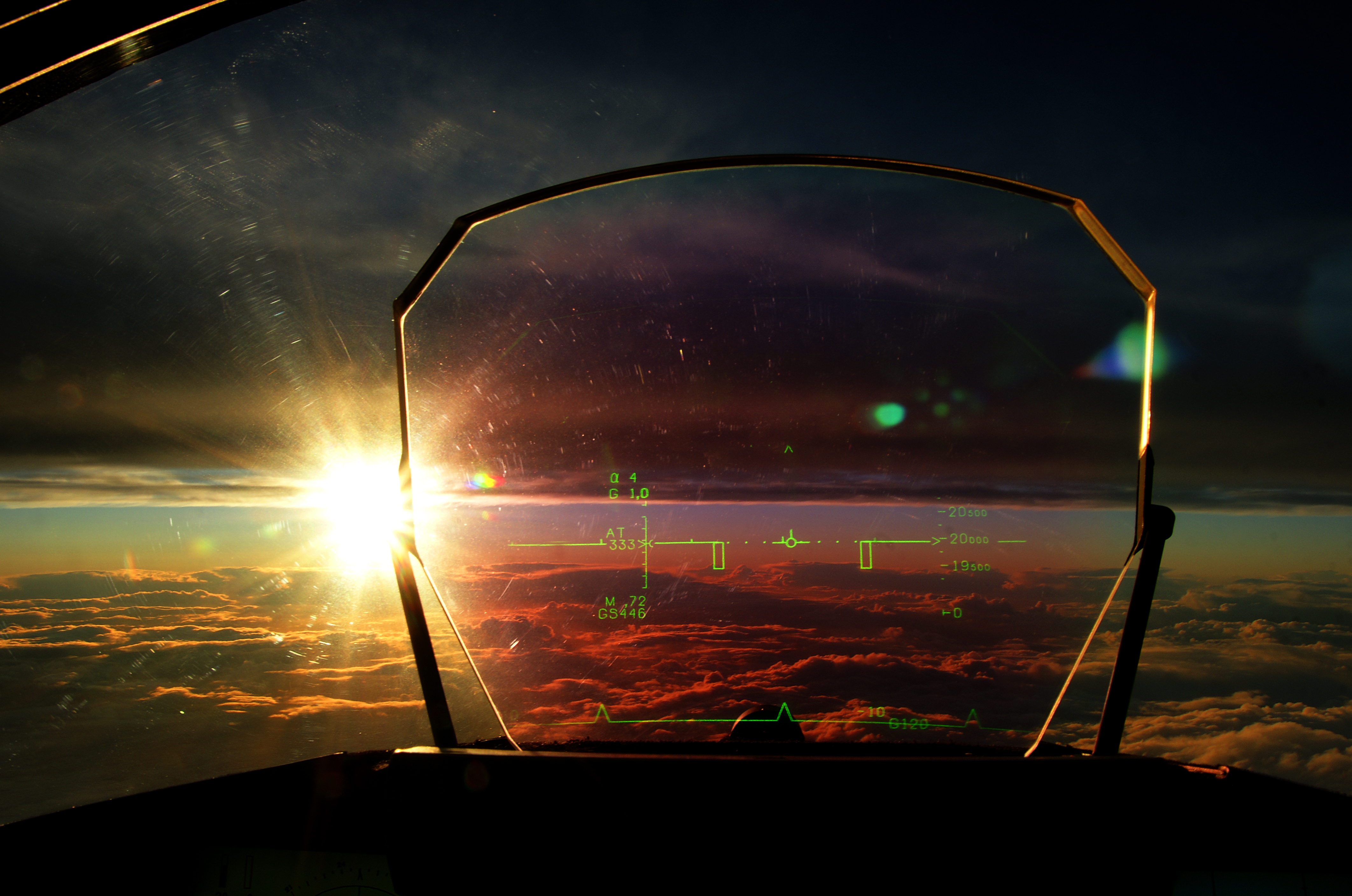
Utsikt från förarkabinen på en tjeckisk Saab 39C Gripen, på patrullering Icelandic Air Policing.

### Baltic Air Policing
Tjeckien var som första land att använda flygplanet internationellt, detta genom att en skvadron/division ur det tjeckiska flygvapnet år 2009 stationerades i Baltikum. Då Estland, Lettland och Litauen saknar eget luftförsvar för att skydda och hävda sitt luftrum sköts patrulleringen av Nato inom Baltic Air Policing, en mission där uppdraget att upprätthålla luftförsvaret över Baltikum roterar mellan Natoländer, vilka är stationerade på en flygbas vid Šiauliai i Litauen. Tjeckiska flygvapnet påbörjade sitt uppdrag den 1 maj 2009 genom att de avlöste det danska flygvapnet.
Bevakning av de tre baltiska staternas luftrum pågick fram till den 30 augusti 2009 och innefattade 400 timmars flygtid under 336 flygpass och åtta utförda incidentuppdrag.
Den tjeckiska kontingenten uppgick till 75 personer, därav 60 personer från flygvapnet, samt åtta svenskar från Försvarsmakten och FMV, inom ramen av supportstöd i leasingavtalet mellan Sverige och Tjeckien. Den tjeckiska kontingenten lämnade över bevakningsuppdraget den 31 augusti 2009 till Tyskland, som bemannade flygbasen vid Šiauliai, med sina Eurofighter med en personalstyrka på 150 personer. Från den 1 september 2012 till den 2 januari 2013 gjorde Tjeckien sin andra mission inom ramen för Baltic Air Policing.
Från den 1 september 2015 till den 31 december 2015 gjorde Ungern sin första mission inom ramen för Baltic Air Policing. Där man hade fyra Gripen baserade på Šiauliai internationella flygplats. 

### Operation Unified Protector
Regeringen Reinfeldt lämnade som förslag (proposition) till riksdagen den 29 mars 2011 att åtta stycken flygplan skulle användas vid upprätthållandet av FN:s flygförbudszon över Libyen våren 2011. Styrkan kom utöver åtta Gripenplan att innehålla mellan 125 och 250 personer. Även ett Herculesplan och ett spaningsplan, S 100B Argus, skulle sändas iväg. Operation Karakal, som den svenska operationen benämndes, innefattade en budget på 200 miljoner kronor, och den fick pågå i högst tre månader. Den 9 juni 2011 inlämnade Regeringen en proposition rörande en förlängning av insatsen med ytterligare 90 dagar. I propositionen framgick att antalet JAS 39 Gripen minskades från åtta till fem, samt att Sverige också möjliggjorde tillförandet av bland annat en bordningsstyrka för att hävda vapenembargot till sjöss. Propositionen antogs i riksdagen den 17 juni 2011 och förlängningen av insatsen beräknades från 27 juni. Norrbottens flygflottilj (F 21) utgjorde uppsättande förband.
I mitten av augusti 2011 meddelade dock Nato den svenska regeringen att den av Sverige erbjudna bordningsstyrkan ej var efterfrågad. Bordningsstyrkan ströks då ur förmågebredden för det svenska bidraget till insatsen. Den 21 september beslutade Riksdagen att styrkans mandat skulle förlängas med ytterligare 30 dagar, under samma förbandsmandat som för FL02.
På FN-dagen måndagen den 24 oktober 2011 kl 11.36 landade en rote ur FL02 efter att genomfört det sista uppdragen över Libyen. Totalt redovisades 344 flygplansrörelser, 1001 flygtimmar och 1607 Reconnaissance Exploitation Reports för den svenska insatsen. Den 25 oktober 2011 återvände de svenska stridsflygplanen till Sverige. Resan hem från Sigonella flygbas i Italien gick över Bosnien, Kroatien, Ungern, Slovakien och Polen och avslutades över svenskt luftrum i pilformation över Blekinges kust. Formationen leddes av divisionschefen Michael Lundquist. Övrig personal i den svenska insatsen lämnade Sigonella-basen i slutet av oktober 2011.

### Icelandic Air Policing
Mellan den 27 juli och den 28 augusti 2015 hade det tjeckiska flygvapnet ett detachement stationerat på Island, inom ramen för Icelandic Air Policing. Detachementet bestod av fem JAS 39C Gripen samt 68 personer.

## Kritik

### Nya flygplan inte kompatibla
År 2009 avslöjade bloggen Strilaren att de nya JAS 39C/D saknar säkra kommunikationer med resten av det svenska försvaret, eftersom det inte finns plats för både det svenska systemet (för identifikation, krypterad datalänk och radio) och NATO:s motsvarighet vilken införskaffats för att göra Gripen kompatibelt för internationella insatser.

### Mutor
År 2007 avslöjade SVT:s Uppdrag granskning att Saab AB och dess delägare BAE Systems betalat mutor vid beställningarna från Tjeckien, Ungern och Sydafrika. Källor och dokument som Uppdrag granskning ska ha fått tillgång till visade att flera miljarder kronor utlovats i hemliga kontrakt till tre huvudagenter, österrikaren Alfons Mensdorff-Pouilly, tjecken Richard Hava och tjeck/kanadensaren Otto Jelinek för att de skulle säkra avtalet om en försäljning till Tjeckien 1999. Liknande agenter blev utlovade, och betalades, liknande summor i den ungerska och sydafrikanska affären.
Den tjeckiska och ungerska uppgörelsen ändrades 2003 till en leaseaffär men Uppdrag granskning kunde visa att över 80 miljoner kronor i "kommissioner" utlovats och delvis betalats ut även där. Pengarna gick till agenten Mensdorffs företag Valurex International baserat i Schweiz och med två schweiziska advokater Egon och Etie lase som företrädare. I Uppdrag granskning berättade den förre tjeckiske utrikesministern Jan Kavan inför en dold kamera och vad han trodde var BAE-representanter att mutorna delats ut "över hela det politiska spektrumet".
År 2008 pågick polisiära och/eller parlamentariska utredningar av samtliga affärer där Gripen sålts i Sverige, Tjeckien, Ungern, Sydafrika och Storbritannien. Den engelska polisutredningen lades ned efter en uppgörelse med BAE Systems där BAE betalade ut 3,7 miljarder i skadestånd. Den sydafrikanska polisutredningen lades ned av politiker efter att den pekat ut den sydafrikanska regeringen som medskyldig, men återupptas efter Saabs medgivande 2011.
Delägaren i IG JAS BAE Systems utreds dessutom för misstänkta mutbrott i en rad länder som Chile, Tanzania, Indonesien, Rumänien.
Uppdrag gransknings reportrar Sven Bergman, Joachim Dyfvermark och Fredrik Laurin belönades med ett antal journalistpriser för sitt arbete, detta trots att det inte hade bevisats i domstol att de hade rätt. Bland annat Stora Journalistpriset 2007, Nordiska dokumentärfilmspriset 2007, IRE Award finalist 2007, samt The Edward R Murrow Award 2008.
I juni 2009 bekräftade överåklagare Christer van der Kwast stora dolda utbetalningar från BAE Systems till Tjeckien, Ungern och Sydafrika, men lade ner förundersökningen mot SAAB om misstänkta mutor med hänvisning till en femårig preskriptionstid, samt i brist på bevis. I maj 2011 medgav Saab att motavtal skrivits, men sa sig då inte ha hittat uppgifter om utbetalning av mutor i Sydafrika. Redan månaden efter erkände SAAB att 24 miljoner rand betalats från partnern BAE Systems till företaget Sanip, och vidare till en sydafrikansk konsult, men Saab nekar för att man hade kännedom om överföringen.
Lobbyistföretaget Marcondes & Mautoni har fått miljonbelopp av Saab för att få Brasilien att köpa 36 plan 2013. Brasiliens riksåklagare åtalade anställda vid företaget samt Brasiliens tidigare president Lula da Silva i december 2016 för mutbrott, och säger sig överväga att utvidga åtalet till att även inkludera Saab.

### Korruptionsmisstankar
Stora dolda belopp har överförts från BAE Systems till beslutsfattare i tre av de fem länder till vilka planet har exporterats eller hyrts ut, och 2011 erkände SAAB att ett större belopp förmedlats från BAE Systems via en sydafrikansk konsult. Misstankar har riktats mot Saab från riksåklagaren i ett fjärde land, Brasilien, och femte land, Thailand.

### Motköps- och PR-projekt
Affären med Sydafrika innefattade ett antal olika samarbetsprojekt och andra bilaterala relationer mellan Sverige och Sydafrika. Dessa har senare kritiserats för att Sverige och Saab inte har hållit motköpsavtal som skulle leda till jobb i Sydafrika, för utvecklingssamarbete kring den verkningslösa HIV-behandlingen Hivex, samt för en misslyckad och kostsam musikkonsert under Sydafrikasatsningen.

### Gökunge
Arméchefen Nils Sköld sa redan på 1970-talet att "JAS-planet hotar att bli en gökunge i försvarets bo". Thage G. Peterson ansåg i en intervju 2011 att Sverige under hans tid som försvarsminister hade beställt fler Gripen-flygplan än man hade behov av, av industripolitiska orsaker. Thage G. Peterson var den minister som 1996/1997 var ansvarig för delserie 3, vilken bestod av 64 flygplan och 14 tvåsitsiga flygplan.

## Olyckor och tillbud
De två första haverierna med Gripen skedde inför TV-kameror, det andra haveriet dessutom inför stor publik, vilket resulterade i att de fick stor uppmärksamhet i media. Vid haverierna har en pilot omkommit endast vid ett tillfälle, nämligen i Thailand i januari 2017.

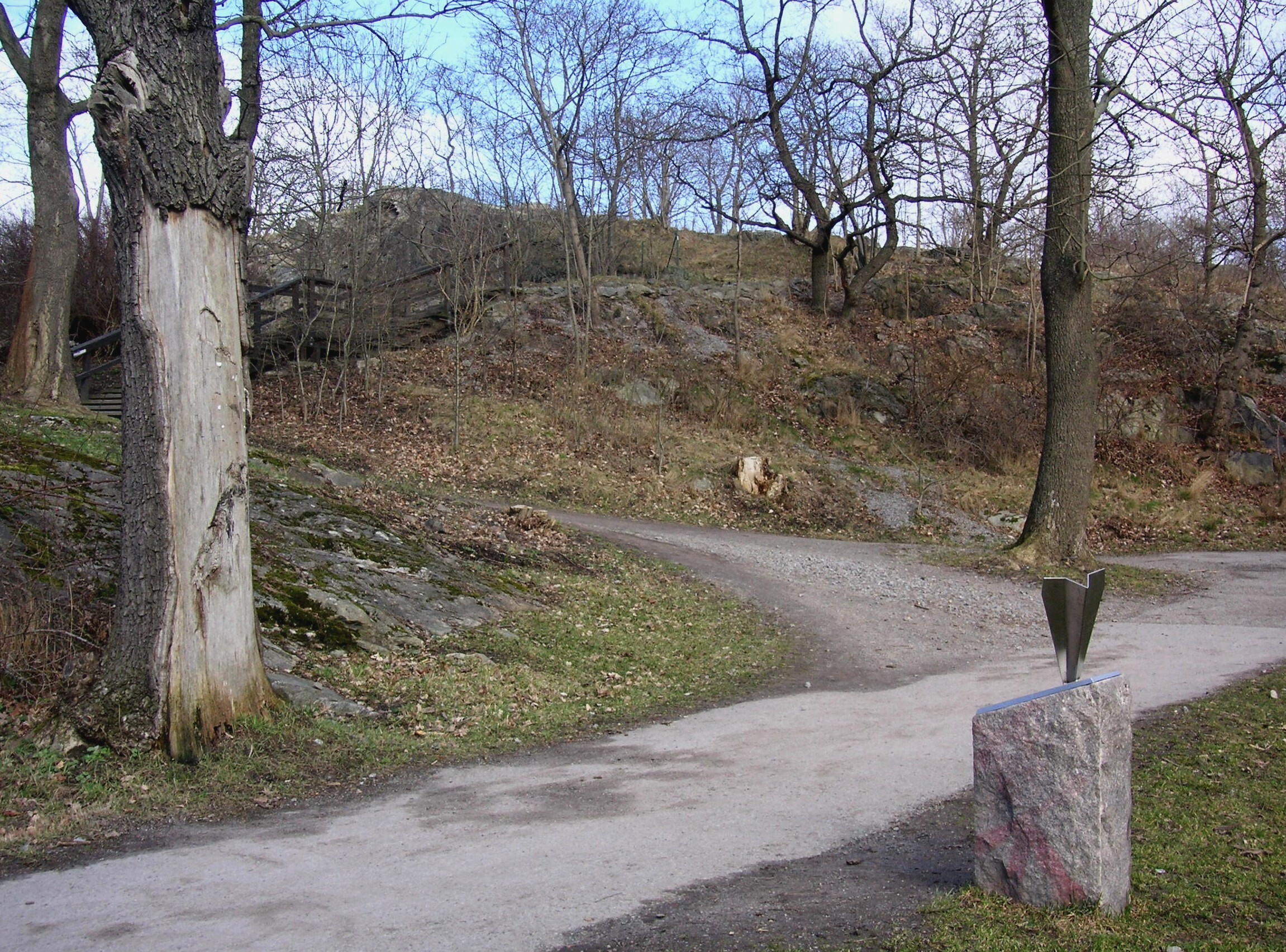
Haveriplatsen för JAS-planet på Långholmen, till höger syns minnesmärket JAS-minnet föreställande en papperssvala i rostfritt stål, skapad av Thomas Qvarsebo. Till vänster syns trädet som fortfarande bär spår av eldsvådan och hettan som uppkom i samband med haveriet.

- Den 2 februari 1989 havererade ett provflygplan i samband med landning på Saabs flygfält i Linköping. Orsaken var att piloten och det datoriserade styrsystemet kom i otakt med varandra på grund av att styrsystemet inte var programmerat att avbryta en påbörjad manöver om piloten gjorde motsatt spakrörelse. Istället utförde styrsystemet manövrarna i turordning, vilket resulterade i så kraftiga roderutslag att flygplanet rollade till vänster och slog i marken.[källa behövs] Pilot vid tillfället var Lars Rådeström.

- Den 8 augusti 1993 havererade nummer 39-102 under en flyguppvisning i samband med Vattenfestivalen i Stockholm och störtade på Långholmen. Återigen var det pilot induced oscillation på grund av styrsystemets oförmåga att ta korrektion som förorsakade haveriet. En person blev brännskadad, men ingen omkom. Pilot var också denna gång Lars Rådeström, trots att det havererade flygplanet redan var levererat till det svenska flygvapnet och flög för dess räkning.[143]

- Den 20 september 1999 havererade flygplanet G56 (serienummer 39-156) från Skaraborgs flygflottilj (F 7) över Vänern. Flygplanet kom in i ändvirveln från ett annat flygplan under övning. Virveln kastade planet i ett sådant läge att det fick markkollisionsvarningssystemet att anta att planet var på väg att haverera med vattenytan och varnade piloten för det. I enlighet med flyginstruktionen lämnade då piloten planet med hjälp av räddningssystemet. Varningen visade sig sedan vara felaktig då flygläget som orsakade varningen bara var tillfälligt. Piloten hade dock redan initierat utskjutningen då flygläget återställdes till det normala.[144]

- Den 1 juni 2005 havererade flygplanet Q84 (serienummer 39-184) över Östersjön ca 25 km sydost om Utklippan vid Blekinges kust. Orsaken var att piloten flög flygplanet så att det hamnade i så kallad inverterad superstall, vilket är ett flygläge i vilket planet är manöverodugligt och faller okontrollerat. Det finns metoder för att häva detta läge, men piloten var inte tränad för det. Efter 1 minut och 34 sekunder i det här läget lämnade piloten planet på 1 350 meters höjd med hjälp av räddningssystemet och klarade sig oskadd.[145]

- Den 19 april 2007 havererade flygplanet U59 (serienummer 39-259) vid Vidsels flygplats utanför Älvsbyn i Norrbotten i samband med en luftvärnsövning, sedan flygplanets raketstol löst ut till synes utan anledning. Utredningen kring haveriet visade att utlösningshandtaget till raketstolen var för styvt och satt för nära låret på piloten vilket ledde till att stolen ofrivilligt kunde utlösas vid höga G-krafter. Handtagen har sedan dess åtgärdats för att undvika att samma sak händer igen.[146][147] I samband med haveriet beslutade Försvarsmakten att stoppa alla flygningar under en vecka på totalt 53 stycken flygplan av C- och D-version. Flygstoppet var en säkerhetsåtgärd för att säkerställa säkerhetssystemens funktion.[148]

- Den 3 oktober 2007 flög två flygplan av typ JAS 39D respektive Saab 340 för nära varandra utanför Nybro, Kalmar län. Haveriutredningen konstaterade att tillbudet orsakades av otillräckliga rutiner för stridsflyg avseende klareringar. Bidragande var också Gripens otillräckliga utrustning för operationer där civil luftfart förekommer.[149]

- Den 17 november 2008 vek sig noshjulet i samband med landning vid Blekinge flygflottilj (F 17). Händelsen föregicks av att skärmarna till datorsystemet slocknade samt att landningsställen inte fälldes ut.[150]

- Den 6 augusti 2009 buklandade en pilot med flygplan nummer 39212 vid Blekinge flygflottilj (F 17) efter att han glömt att fälla ut landningsställen. Planet fattade eld i samband med landningen, men piloten klarade sig oskadd. Haverikommissionen meddelar att inga tekniska fel upptäckts utan att piloten på grund av stress och hög arbetsbelastning, bland annat på grund av övergångsträning mellan fot och meter, glömde att fälla ut landningsställen.[151][152][153]

- Den 31 maj 2010 totalhavererade en JAS 39D (serienummer 39-828) efter en motorprovkörning på Norrbottens flygflottilj (F 21). Flygplanet kom i rörelse och åkte över bansystemet där det slog runt och landade upp och ner. Mekanikern ombord klarade sig med lindriga skador.

- Den 19 maj 2015 totalhavererade en JAS 39D (serienummer 39-851) ur det ungerska flygvapnet på flygbasen Čáslav i Tjeckien. Haveriet föregicks av att piloterna inte fick stopp på planet i samband med landning, vilket tvingade piloterna att skjuta ut sig ur planet före den förmodade kraschen. Flygplanet totalhavererade och gick inte att återställa.[154] Utskjutningen var den första som gjorde från JAS 39D och det var även det första JAS 39D som havererade i samband med en flygning.[155] Efteråt ansågs felet till haveriet ligga på piloterna.

- Den 10 juni 2015 havererade en JAS 39C (serienummer 39-301) ur det ungerska flygvapnet på flygbasen Kecskemét i Ungern. Haveriet föregicks av att flygplanet fick problem med landningsstället och buklandade, vilket tvingade piloten att skjuta ut sig ur planet innan kraschen. Detta flygplan kunde återställas till flygvärdigt skick.[156]

- Den 14 januari 2017 totalhavererade en JAS 39C (serienummer 39-404) från 56 flottiljen vid det thailändska flygvapnet. Haveriet inträffade i Hat Yai, Songkhla i Thailand under en flyguppvisning vid Hat Yai internationella flygplats. Piloten, squadron leader Dilokrit Pattavee, omkom i samband med kollisionen med rullbanan.[157]

- Den 21 augusti 2018 totalhavererade en JAS 39C (serienummer 39-252) ur det svenska flygvapnet i ett skogsområde norr om Blekinge flygflottilj (F 17) i Ronneby, efter en trolig fågelkollision. Piloten sköt ut sig innan planet kraschade.[158][159] Den 20 september 2018 presenterade Statens haverikommission att den preliminära orsaken till haveriet var kollision med en större fågel i samband med stigning. Analysen av fågelresterna har visat att det rör sig om rester från storskarv. Vid Haverikommissionens motorundersökning hade motorn så omfattande skador att den inte var återstartningsbar i samband med kollisionen.[160]

- Den 7 november 2022 skedde ett allvarligt tillbud vid Blekinge flygflottilj (F 17). Ett JAS 39 Gripen körde av landningsbanan i samband med en landning på grund av flygplansfel. Inga personer skadades.

## Galleri

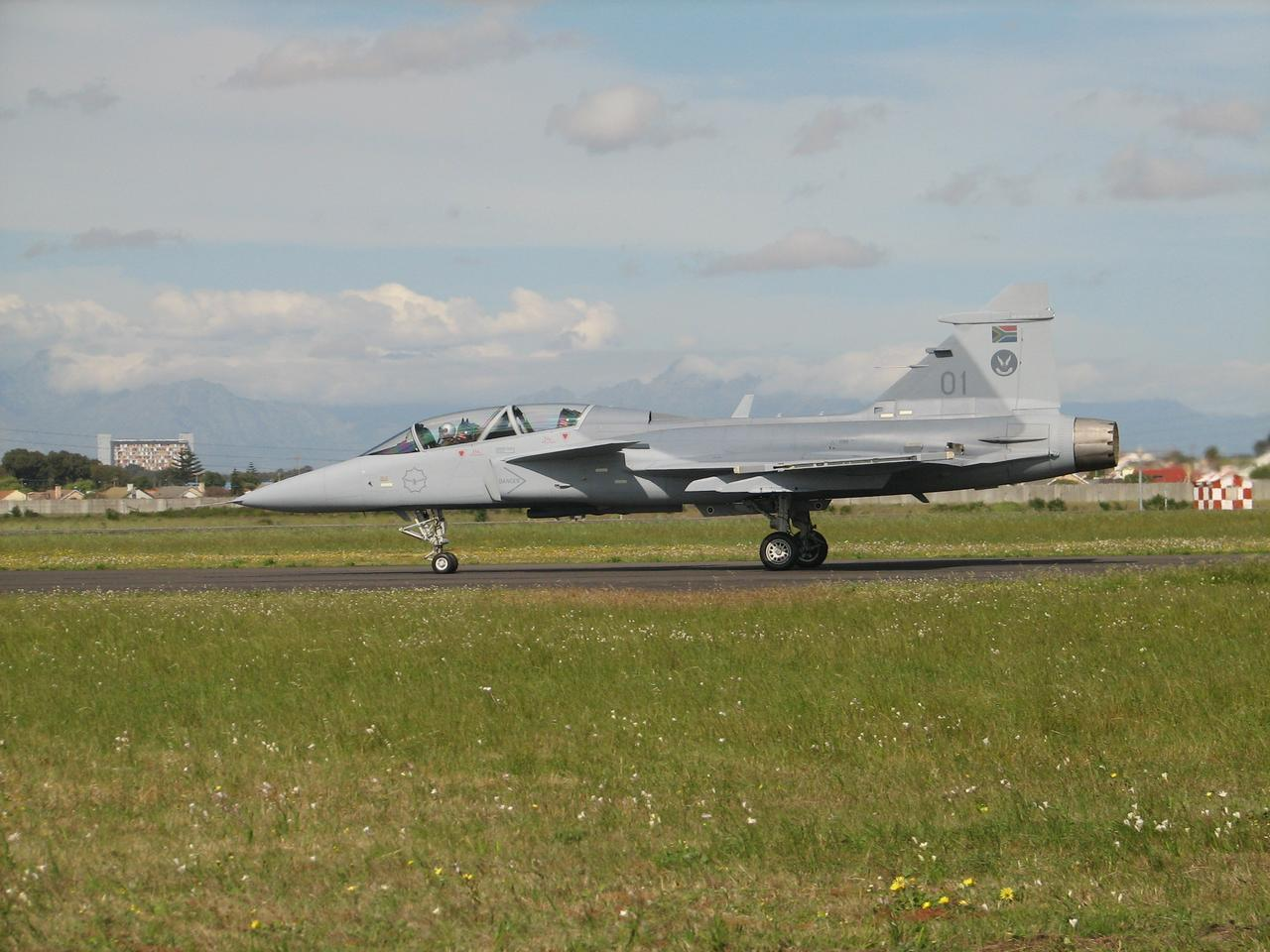
Ett av sydafrikanska flygvapnets Saab 39 Gripen.
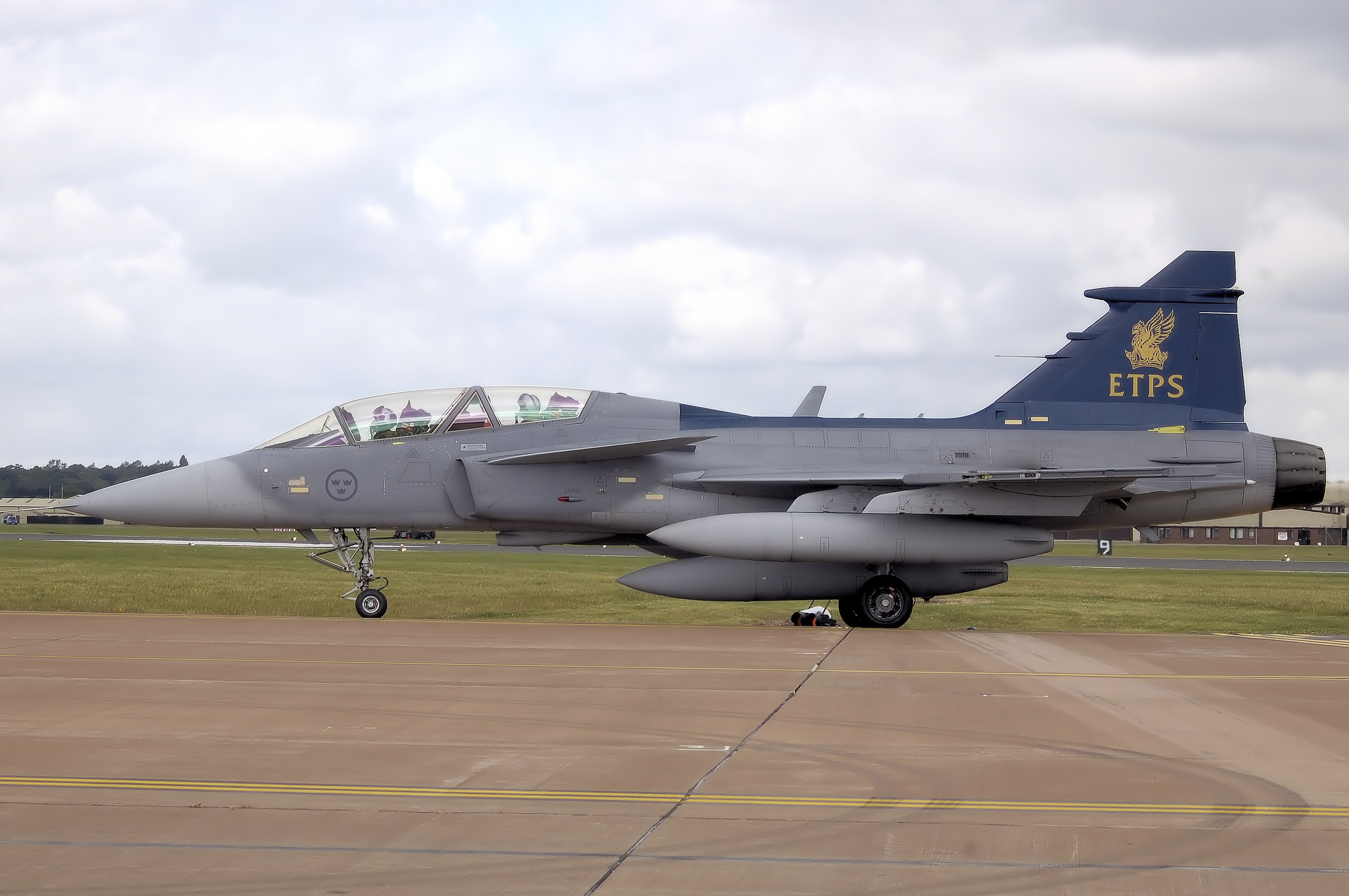
Ett av brittiska Empire Test Pilots' Schools Saab 39 Gripen.
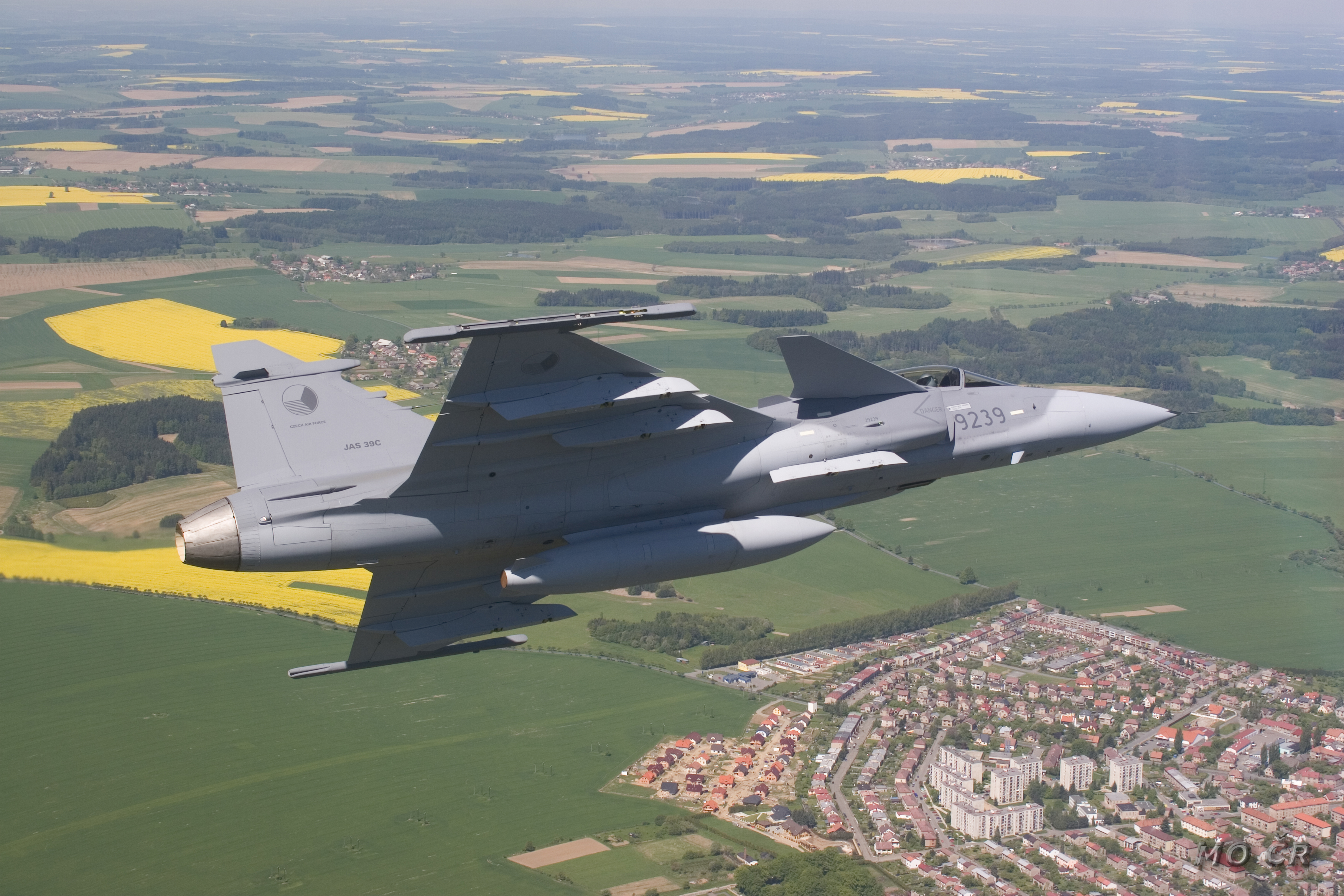
Ett av tjeckiska flygvapnets Saab 39 Gripen.
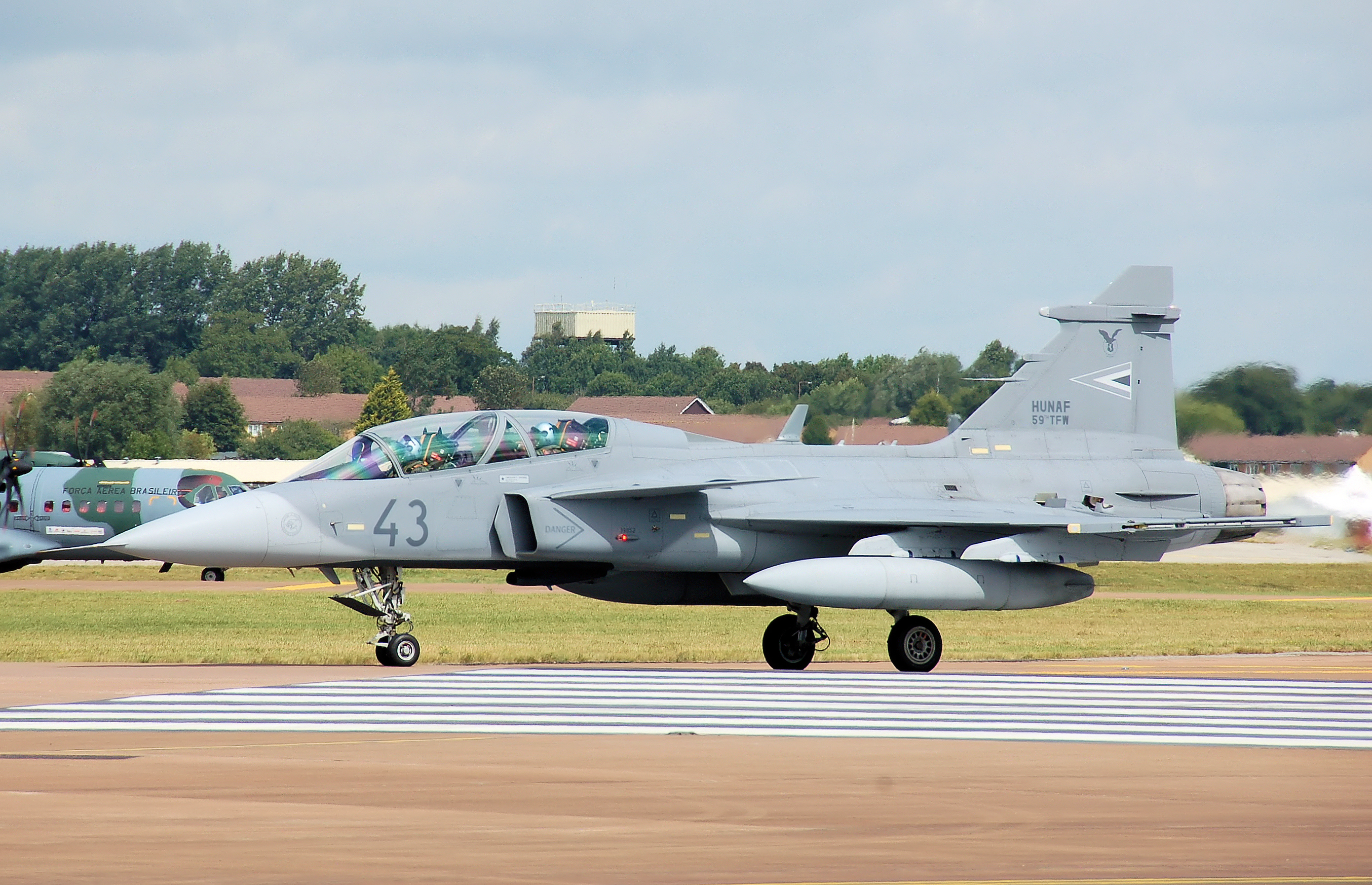
Ett av ungerska flygvapnets Saab 39 Gripen.
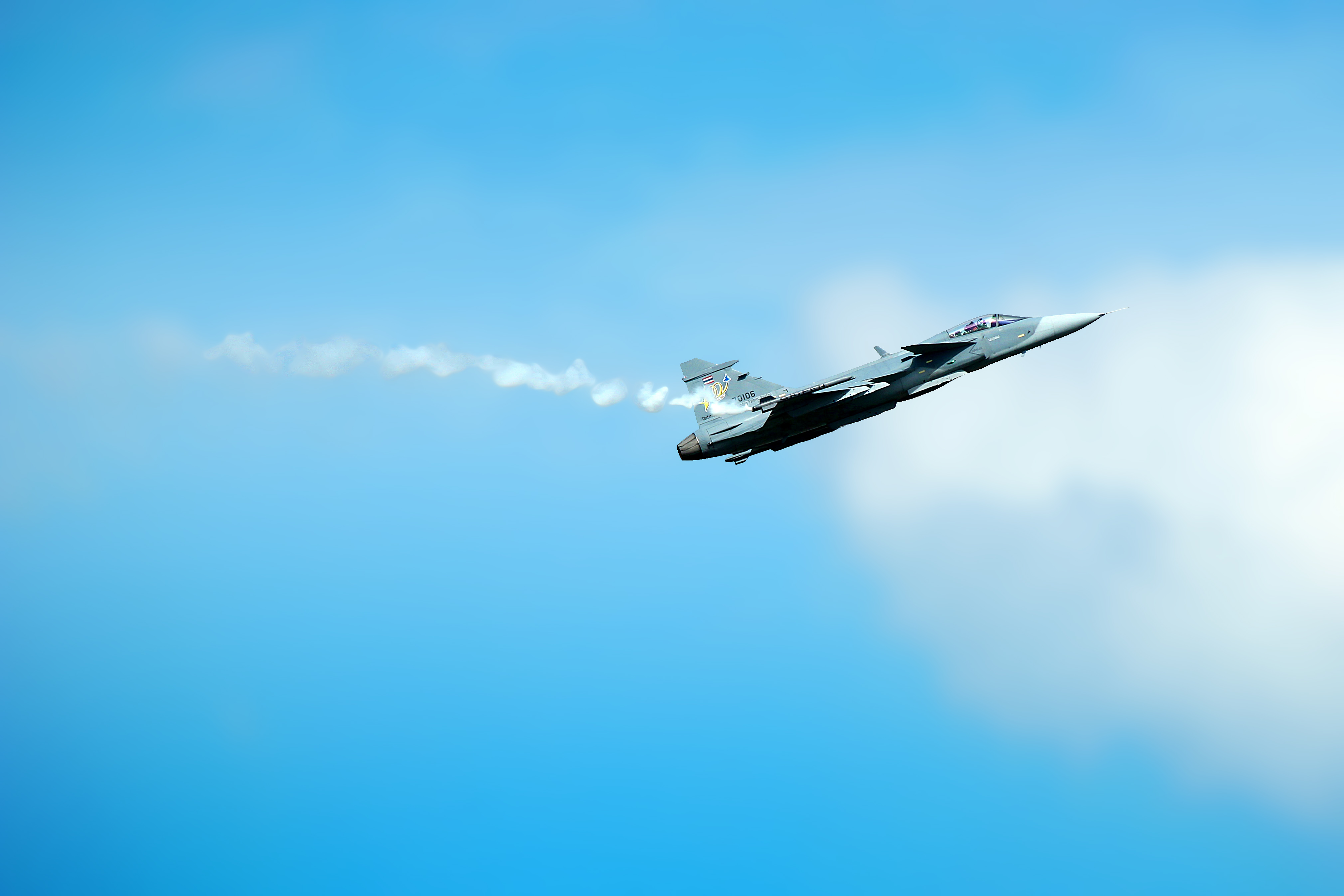
Ett av thailändska flygvapnets Saab 39 Gripen.